# Volodímir Zelenski
Volodímir Oleksándrovich Zelenski (en ucraniano: Володи́мир Олекса́ндрович Зеле́нський; Krivói Rog; 25 de enero de 1978) es un actor, comediante, abogado y político ucraniano. Es el actual presidente de Ucrania desde el 20 de mayo de 2019.
Obtuvo su licenciatura en Derecho en la Universidad Nacional de Economía de Kiev, Vadim Hetman y creció con el idioma ruso como lengua materna en Krivói Rog, una importante ciudad del óblast de Dnipropetrovsk en el centro de Ucrania. Antes de su carrera política fue actor, guionista, productor y director de cine y televisión, y creó la productora audiovisual Kvartal 95 Studio, de contenido cinematográfico y televisivo, así como también opera como estudio de animación y organizadora de conciertos.
Anunció su candidatura para las elecciones presidenciales de Ucrania de 2019 en la noche del 31 de diciembre de 2018, opacando el discurso de fin de año del presidente Petró Poroshenko en la víspera de Año Nuevo en el canal de televisión 1+1.
Seis meses antes de que Zelenski anunciara su candidatura, ya era uno de los principales candidatos en las encuestas de opinión para las elecciones.
Ganó las elecciones presidenciales de Ucrania de 2019 con el 73.22% de los votos en la segunda ronda y derrotó al presidente Petró Poroshenko.
El 20 de mayo de 2019 tuvo lugar una ceremonia de inauguración, tras la cual anunció la disolución del parlamento de la Rada Suprema y convocó elecciones parlamentarias anticipadas. Las elecciones anticipadas del 21 de julio permitieron que el recién formado partido obtuviera la mayoría absoluta por primera vez en la historia de la Ucrania independiente. Dmytró Razumkov, el presidente del partido, fue elegido presidente del parlamento. La mayoría pudo formar gobierno el 29 de agosto por sí sola, sin formar coaliciones y aprobó a Oleksiy Honcharuk como primer ministro. El 4 de marzo de 2020, debido a una caída del 1,5 % del PIB (en lugar de un aumento del 4,5 % en el momento de las elecciones), la Rada Suprema destituyó al gobierno de Honcharuk y Denýs Shmyhal se convirtió en el nuevo primer ministro. El 28 de julio de 2020 Lituania, Polonia y Ucrania desarrollaron en Lublin la iniciativa del Triángulo de Lublin, cuyo objetivo es promover la cooperación entre los tres países históricos de la República de las Dos Naciones y promover la integración y adhesión de Ucrania a la UE y la OTAN.
La administración de Zelenski afrontó una escalada de tensiones con Rusia en 2021, que culminó con el inicio de una invasión rusa a gran escala en febrero de 2022. Su estrategia durante el incremento de fuerzas militares rusas en las fronteras ucranianas fue calmar a la población ucraniana y asegurar a la comunidad internacional que Ucrania no estaba tratando de tomar represalias. Inicialmente se distanció de las advertencias de una guerra inminente, al tiempo que pidió garantías de seguridad y apoyo militar de la OTAN para «resistir» la amenaza.
Después del inicio de la invasión, declaró la ley marcial en toda Ucrania y una movilización general de las fuerzas armadas. Su liderazgo durante la crisis le ha ganado una amplia admiración internacional, y ha sido descrito como un símbolo de la resistencia ucraniana.
El 7 de diciembre de 2022, la revista Time lo nombró «Persona del año».

## Juventud, familia y educación
Nació el 25 de enero de 1978 en Krivói Rog, República Socialista Soviética de Ucrania (hoy Ucrania), una ciudad industrial de habla rusa ubicada cerca de Dnipró, en el sureste del país. Su padre, Oleksandr Zelenski, un profesor que dirige un departamento académico de cibernética y hardware informático en el Instituto de Economía de Krivói Rog y su madre Rimma Zelenska que es ingeniera, son de orígenes judíos. Su abuelo, Semyón Zelenski, sirvió como soldado de infantería y alcanzó el rango de coronel, en el Ejército Rojo (en la 57.ª División de Fusileros Motorizados de la Guardia) durante la Segunda Guerra Mundial; el padre de Semyón y sus tres hermanos fueron asesinados en el Holocausto. Además de Semyón, una abuela de Zelenski escapó de los nazis al ser evacuada a Kazajistán, para luego regresar a Ucrania.
Zelenski dijo que creció en una «familia judía soviética ordinaria», no muy religiosa, ya que la religión fue reprimida por la Unión Soviética. Antes de comenzar la escuela primaria, vivió cuatro años en Mongolia, en la ciudad de Erdenet, donde trabajaba su padre. Creció hablando ruso. A los dieciséis años, aprobó el Examen de Inglés como Lengua Extranjera y recibió un subsidio de educación para estudiar en Israel, pero su padre no le permitió ir. Ingresó al Instituto Económico Krivói Rog, el campus local de la Universidad Económica Nacional de Kiev, en 1995 y se licenció en derecho en el 2000, pero no trabajó en el campo legal, ya que en lugar de la ley, encontró su vocación en el teatro, en el que participó activamente como estudiante.

### Vida personal

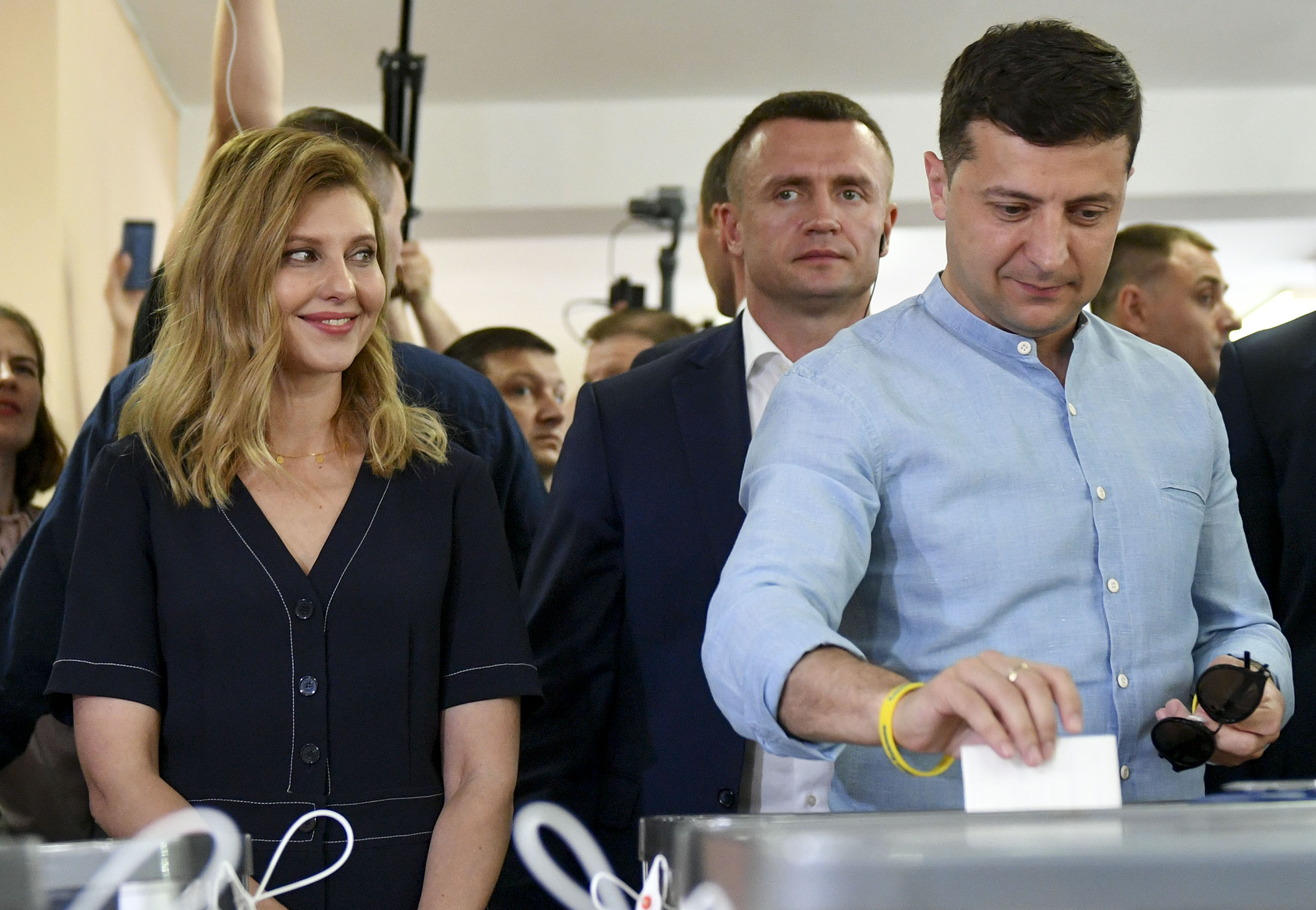
Volodýmyr Zelenski y Olena Zelenska en las elecciones parlamentarias de 2019.

En septiembre de 2003 se casó con la arquitecta Olena Kiyashkó. Ambos asistieron a la misma escuela. Según ella, ambos crecieron en un ambiente abierto y predominantemente de habla rusa y no tenían parientes que hablaran ucraniano, excepto aquellos que usaban súrzhyk, un sociolecto de ucraniano y ruso. Zelenska le dijo a BBC News Ukrainian en abril de 2019 que «escuchó el idioma ucraniano por primera vez en el segundo grado en la clase de idioma ucraniano de un maestro». También le dijo a la BBC que ella y su esposo pueden comunicarse libremente en ucraniano, especialmente cuando él no está «influenciado por el estrés y la presión psicológica», pero que su esposo todavía estaba «tratando de profundizar su conocimiento» del idioma ucraniano.
La primera hija de la pareja, Oleksandra, nació en julio de 2004. En la película 8 New Dates de Zelenski de 2014, interpretó a Sasha, la hija del protagonista. En 2016, participó en el programa The Comedy Kids y ganó 50 000 grivnas. Su hijo Kirilo nació en enero de 2013.

## Trayectoria artística
A los diecisiete años, se unió al equipo local de KVN, un programa de televisión de comedia y competición internacional ruso y postsoviético, y pronto fue invitado a unirse al equipo ucraniano «Zaporizhia-Kriviy Rig-Transit», que actuó en la Liga Mayor de KVN y finalmente ganó en 1997. Ese mismo año creó y dirigió el equipo Kvartal 95 que más tarde se convirtió en el equipo de comedia Kvartal 95. Desde 1998 hasta 2003, Kvartal 95 actuó en las Grandes Ligas y en la liga ucraniana abierta más alta de KVN, los miembros del equipo pasaron gran parte del tiempo en Moscú, y constantemente realizaban giras por los países postsoviéticos. En 2003, Kvartal 95 comenzó a producir programas de televisión para el canal de televisión ucraniano 1+1, y en 2005 el equipo se trasladó al canal de televisión ucraniano Inter, debido a desacuerdos con 1+1.
Kvartal 95 creó una serie de televisión llamada Servidor del pueblo, en la que Zelenski desempeñó el papel de presidente de Ucrania, que se emitió desde 2015 hasta 2019. En marzo de 2018 miembros de Kvartal 95 crearon el partido político de nombre similar al programa de televisión.
En 2008, protagonizó la película Love in the Big City, y su secuela, Love in the Big City 2. Continuó su carrera cinematográfica con la película Office Romance. Our Time en 2011 y con Rzhevsky contra Napoleón en 2012. Love in the Big City 3 se lanzó en enero de 2014. También tuvo el papel principal en la película de 2012, 8 First Dates, y en las secuelas que se produjeron en 2015 y 2016. Fue miembro de la junta y productor general del canal de televisión Inter de 2010 a 2012.
En agosto de 2014 se pronunció en contra de la intención del Ministerio de Cultura de Ucrania de prohibir la entrada de artistas rusos a Ucrania. Desde 2015, Ucrania ha prohibido la entrada de algunos artistas rusos, medios de comunicación y obras artísticas rusas. En 2018, la comedia romántica Love in the Big City 2, que protagonizó, fue prohibida en Ucrania debido a que la película no seguía la ley ucraniana sobre cinematografía.
Después de que los medios de comunicación ucranianos informaran que durante la guerra del Dombás, Kvartal 95 de Zelenski había donado un millón de grivnas al ejército ucraniano, algunos políticos y artistas rusos solicitaron una prohibición de sus obras en Rusia. Una vez más, Zelenski habló en contra de la intención del Ministerio de Cultura de Ucrania de prohibir a los artistas rusos de Ucrania.

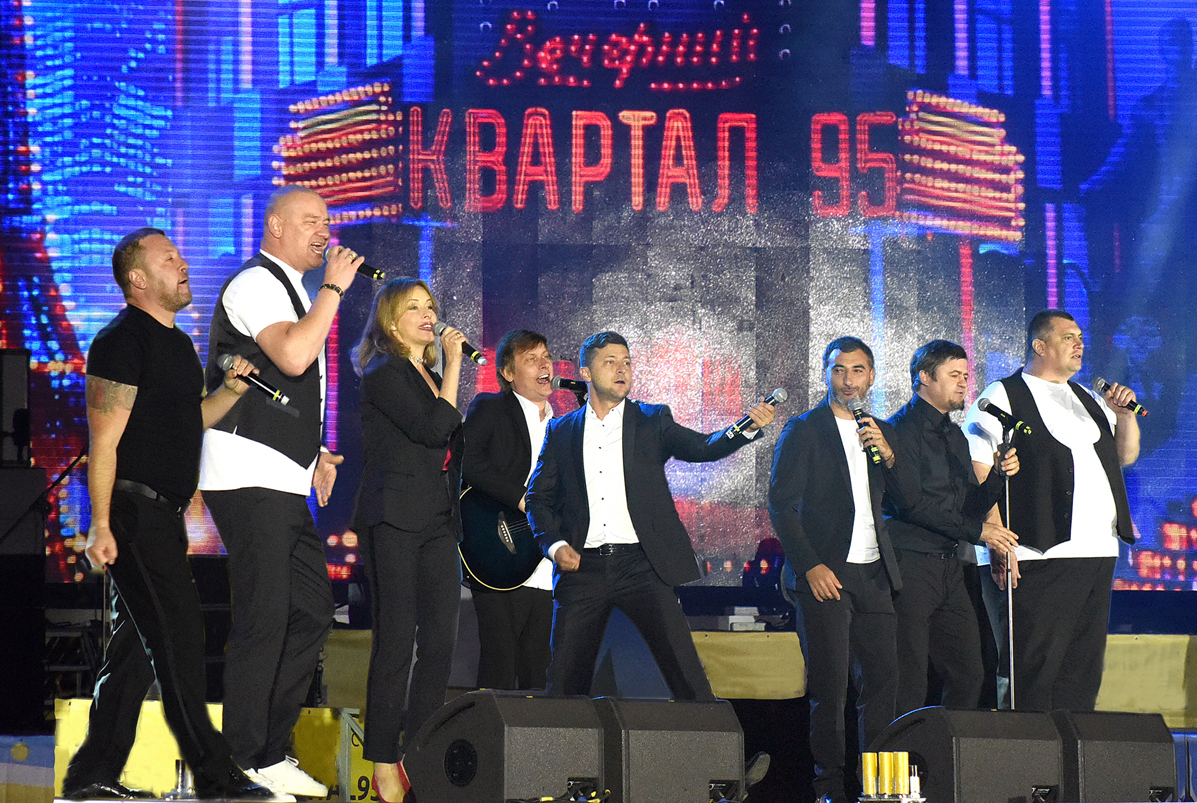
Kvartal-95 en 2018

En 2015 se convirtió en la estrella de la serie de televisión Servidor del Pueblo, en la que interpreta el papel de presidente de Ucrania. En la serie, su personaje es un profesor de historia de secundaria de unos treinta y tantos años que gana las elecciones presidenciales después de que un video viral lo muestra despotricando contra la corrupción gubernamental en Ucrania.
Su trabajo como actor se ha desarrollado principalmente en ruso. Su primer papel en el idioma ucraniano fue hacer la comedia romántica I, You, He, She, que se estrenó en las pantallas de Ucrania en diciembre de 2018. La primera versión del guion fue escrita en ucraniano pero se tradujo al ruso para la actriz lituana Agnė Grudytė. Luego la película fue doblada al ucraniano, sin embargo la calidad del doblaje fue muy criticada.
En diciembre de 2018, Zelenski declaró que Kvartal-95 había hecho su última película con su filial legal rusa en 2012 y que su oficina en Moscú se había cerrado en 2014. En enero de 2019, dijo que aún compartía intereses comerciales con empresas rusas, pero solo como copropietario de una empresa registrada en Chipre «Green Family LTD» que, a su vez, es propietaria de la compañía rusa de cine Grin Films. También declaró que no tuvo ningún papel en la exitosa solicitud de Grin Films para una subvención del Ministerio de Cultura de Rusia.

## Trayectoria política
El partido político Servidor del Pueblo fue creado en marzo de 2018 por personas allegadas a la productora de televisión Kvartal-95, que también creó la serie de televisión del mismo nombre.
En una entrevista de marzo de 2019 con Der Spiegel, Zelenski declaró que se dedicaría a la política para restaurar la confianza en los políticos y que quería «traer personas profesionales y decentes al poder» y que «realmente le gustaría cambiar el modo y forma del establishment político, cuanto más se pueda».
A partir del 31 de diciembre de 2018, Zelenski dirigió una campaña presidencial exitosa, casi totalmente virtual, para reemplazar al presidente titular de Ucrania, Petró Poroshenko, en solo tres o cuatro meses. Zelenski se impuso con claridad tanto en la primera vuelta de las elecciones el 31 de marzo, y la segunda vuelta el 21 de abril el año 2019.

### Victoria en las elecciones presidenciales de 2019

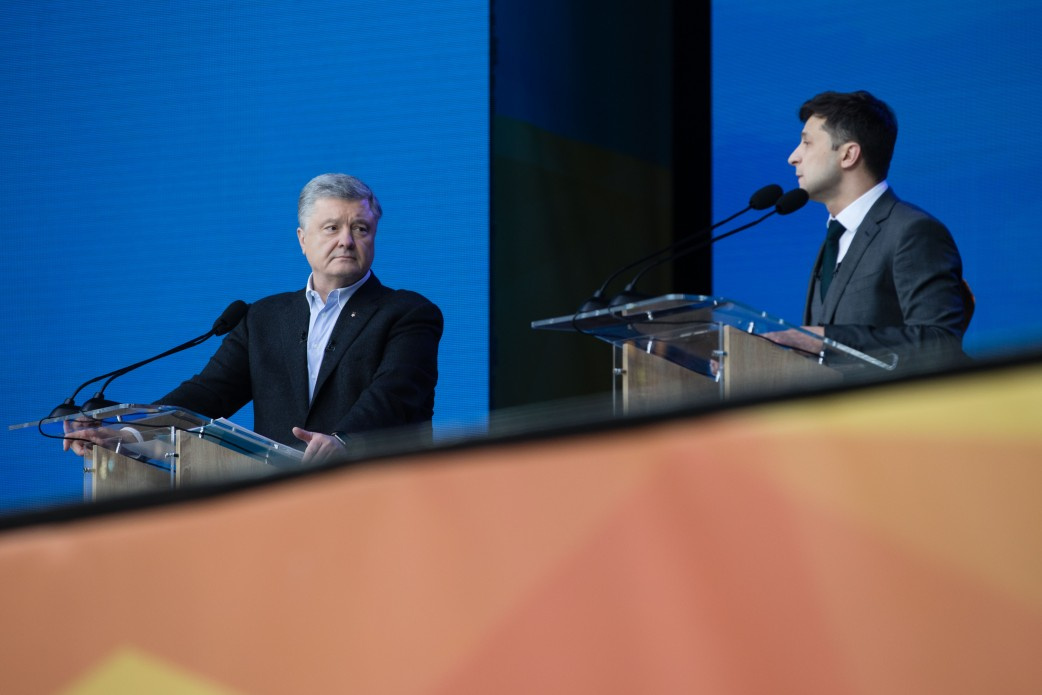
Debate entre Zelenski y Poroshenko en el Estadio Olímpico de Kiev, 19 de abril de 2019.

Seis meses antes de que anunciara su candidatura para las elecciones presidenciales de Ucrania en 2019, el 31 de diciembre de 2018, Zelenski ya era uno de los principales candidatos en las encuestas de opinión. Después de meses de respuestas ambiguas, durante el programa vespertino de Kvartal 95 en Año Nuevo, en el canal de televisión 1+1, anunció su candidatura para la elección. Al hacerlo, opacó el discurso de fin de año del presidente Petró Poroshenko en ese canal en particular. Zelenski más tarde negó que el opacar el mensaje del presidente fuera intencional, y lo atribuyó a una falla técnica.
Su discurso se centró en la denuncia de las «élites» y la lucha contra la corrupción. En particular, promete la abolición de la inmunidad parlamentaria, el establecimiento de un procedimiento para la destitución del jefe de Estado en caso de falta grave y la consulta periódica de la población con referéndums. Aboga por un alto el fuego en Dombás y la organización de un referéndum sobre la integración de Ucrania en la OTAN.
Beneficiándose de su notoriedad mediática y del rechazo a las figuras políticas tradicionales, percibidas como corruptas e ineficaces, Volodímir Zelenski fue el gran favorito en las elecciones de 2019. Su campaña, atípica, a menudo se describió como «no de campaña»: no da entrevistas y evita reuniones públicas, eligiendo una comunicación volcada hacia las redes sociales, donde critica a otros candidatos en videos virales y fortalece su popularidad entre el electorado joven. También es ambiguo con el personaje que interpreta en Servidor del Pueblo: además del hecho de que nombró a su partido como la serie de televisión, a veces usa el escenario de este último para sus discursos.
Durante la campaña electoral, Zelenski continuó de gira con Kvartal 95, y su compromiso con los principales medios de comunicación fue mínimo. Los medios de noticias ucranianos pidieron a Zelenski que dejara de evitar a los periodistas. a lo que Zelenski contestó que no se estaba escondiendo de los periodistas, pero que no quería ir a los programas de televisión donde «gente del antiguo poder» estaba «haciendo relaciones públicas» ya que simplemente no tenía tiempo para satisfacer todas las preguntas de una entrevista. Principalmente se comunicó con el electorado en los canales de las redes sociales y en clips de YouTube.
Antes de las elecciones, Zelenski presentó un equipo que incluía al exministro de Finanzas Oleksandr Daniliuk y otros. Durante la campaña, surgieron preocupaciones sobre sus vínculos con el oligarca Íhor Kolomoiski. El 19 de abril de 2019, en el Estadio Olímpico de Kiev, se realizó un debate presidencial en forma de un programa de televisión. En su discurso de presentación, Zelenski reconoció que en 2014 votó por Poroshenko, pero «Me equivoqué. Nos equivocamos. Votamos por un Poroshenko, pero recibimos otro. El primero aparece cuando hay cámaras de televisión, el otro Petró envía a Medvedchuk priviétiki (saluditos) a Moscú». Después de la respuesta de Poroshenko, Zelenski leyó una lista de preguntas que supuestamente fueron formuladas por ciudadanos ucranianos a través de Internet:
- ¿Cómo es que Ucrania es el país más pobre durante el mandato del presidente más rico de su historia?
- ¿Por qué los incendiarios que incendiaron una tienda Roshen fueron encontrados en cuatro horas, mientras que aquellos que incendiaron almacenes de suministros militares y asesinaron a Pável Sheremet no pudieron ser encontrados por varios años?
- ¿Cómo duerme usted por la noche?
- ¿Por qué nadie ha sido encarcelado por la Batalla de Ilovaisk y de Debáltsevo?
- ¿Por qué después de cinco años todavía no sabemos los nombres de los asesinos del Euromaidán?
- ¿Le gustaría participar en un experimento y tratar de sobrevivir con 1500 grivnas (pensión estatal) durante un mes?
- ¿Cómo fue posible durante el quinto año de guerra enviar 24 marineros al estrecho de Kerch para morir?
- ¿Cuánto más dinero se tiene que sacar del presupuesto para satisfacer el hambre?
- ¿Dónde se han ido nuestros Montes Cárpatos?
- ¿Por qué no fueron castigados los partidarios de Yanukóvich?
- ¿Cuánto le fue entregado personalmente por el «Rotterdam +» [esquema comercial]?
- ¿Por qué cancelaría la ley de enriquecimiento ilegal?
- ¿Por qué no se ha eliminado la inmunidad para los diputados del Pueblo?

Zelenski fue elegido presidente de Ucrania el 21 de abril de 2019, superando al presidente en funciones Petró Poroshenko con casi el 73 % de los votos para el 25 % de Poroshenko. Kolomoyski declaró después de la elección que estaba listo para asesorar al presidente Zelenski. El presidente polaco, Andrzej Duda, fue el primero de los líderes europeos en felicitar a Zelenski. El presidente francés, Emmanuel Macron, recibió a Zelenski en el Palacio del Elíseo en París el 12 de abril de 2019. El 22 de abril, el presidente de los Estados Unidos, Donald Trump, felicitó a Zelenski por teléfono su victoria. El presidente de la Comisión Europea, Jean Claude Juncker, y el presidente del Consejo Europeo, Donald Tusk, también emitieron una carta de felicitación conjunta y declararon que la Unión Europea (UE) trabajará para acelerar la implementación del resto del Acuerdo de Asociación UE-Ucrania, incluidos los acuerdos sobre el Área de libre comercio profunda y completa.

## Presidencia

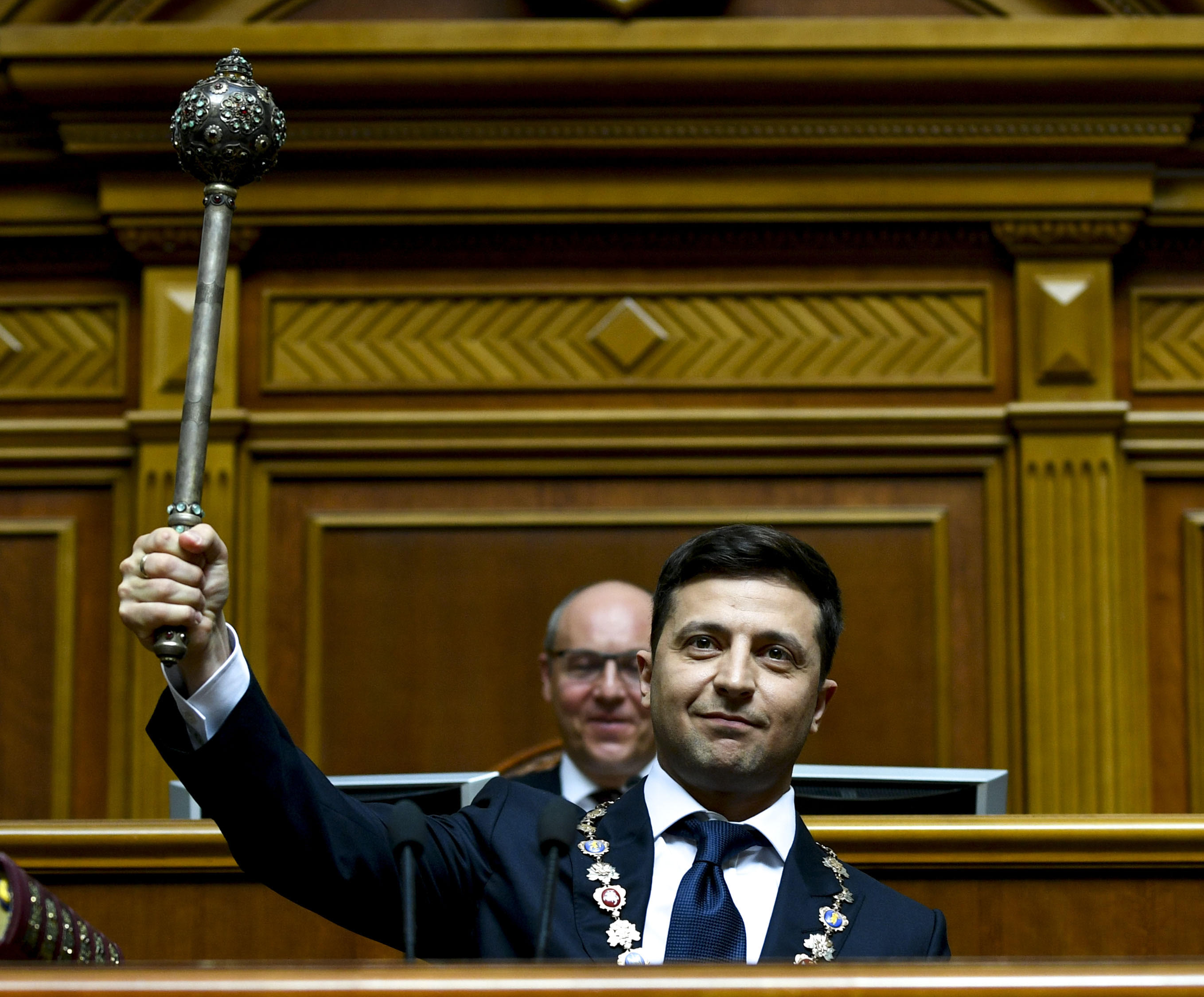
Zelenski durante la ceremonia de toma de posesión, mayo de 2019.

Zelenski juramentó el 20 de mayo de 2019. Varios funcionarios extranjeros asistieron a la ceremonia en la Rada Suprema, entre ellos Salomé Zurabishvili (Georgia), Kersti Kaljulaid (Estonia), Raimonds Vējonis (Letonia), Dalia Grybauskaitė (Lituania), János Áder (Hungría), Maroš Šefčovič (Unión Europea) y Rick Perry (Estados Unidos). En su discurso de juramentación, disolvió la octava Rada Suprema ucraniana como su primer acto como presidente, a pesar de los intentos preventivos de bloquear esta medida por parte del Frente Popular, que se retiró de la coalición gobernante unos días antes de su toma de posesión.
La primera propuesta importante de Zelenski para cambiar el sistema electoral fue rechazada por la Rada Suprema. El parlamento también se negó a aprobar la propuesta de Zelenski de destituir al ministro de Relaciones Exteriores, al ministro de Defensa y al jefe del Servicio de Seguridad del país. Además, el 6 de junio, los legisladores se negaron a incluir una iniciativa clave de Zelenski para reintroducir la responsabilidad penal por enriquecimiento ilegal en la agenda del parlamento, y en su lugar incluyeron un proyecto de ley similar propuesto por un grupo de diputados. La tercera gran iniciativa del presidente, que busca eliminar la inmunidad de los legisladores, diplomáticos y jueces, se presentará después de las elecciones a la Rada.
Durante su presidencia, Zelenski ha prohibido la actividad de once partidos, todos ellos de la oposición, por considerar que tienen «vínculos con Rusia».
El 11 de junio de 2019, Zelenski destituyó a los gobernadores de quince oblasts de Ucrania y a los jefes de los departamentos del SBU de cinco oblasts y solicitó a la Rada Suprema que destituya al fiscal general del país. El 8 de julio, Zelenski ordenó la cancelación del desfile del Día de la Independencia de Ucrania en la plaza de la Independencia debido a los costos. A pesar de esto, Zelenski destacó que Kiev «honraría a los héroes» en el Día de la Independencia, sin embargo, el «formato será nuevo». También propuso invertir el dinero, que habría sido utilizado para financiar el desfile de veteranos.
A finales de 2021, su nombre se filtró en los denominados Panama Papers como una de las personalidades con cuentas en paraísos fiscales.

### Gabinetes y administración
Como uno de los primeros actos de su presidencia, nombró a Andrí Bogdan como jefe de la Administración Presidencial de Ucrania. Antes de esto, Bogdan era el abogado del oligarca ucraniano Íhor Kolomoiski. Bajo las reglas de la Lustración en Ucrania, introducidas en 2014 después del Euromaidán, Bogdan no tiene derecho a ocupar ningún cargo estatal hasta 2024 (debido a su cargo en el gobierno durante el segundo gobierno de Mikola Azárov). Bogdan, sin embargo, afirma que de acuerdo con la ley, la dirección de la administración presidencial no se considera un trabajo de servicio civil y, por lo tanto, la lustración no es aplicable a él. Bogdan suspendió su carrera jurídica después de convertirse en jefe de la Administración Presidencial. Después de su nombramiento, Bogdan afirmó que «los oligarcas quieren las mismas reglas del juego que los demás ciudadanos». Los otros jefes adjuntos de la administración presidencial nombrados por Zelenski eran en su mayoría figuras destacadas de Kvartal 95. El jefe de Kvartal 95 y un amigo de la infancia de Zelenski, Iván Bakánov, fue nombrado jefe adjunto del Servicio de Seguridad de Ucrania. El 10 de junio de 2019, el jefe del Servicio de Seguridad de Ucrania (SBU), Vasyl Hrytsak, otorgó a Bakánov el rango de teniente militar.
En virtud de un Decreto Presidencial firmado el 21 de mayo de 2019, Zelenski nombró a la viceministra de Relaciones Exteriores, Olena Zerkal, como jefa adjunta de la Administración Presidencial. Sin embargo, unas horas después, el texto del decreto desapareció del sitio del presidente. Según Ukrayinska Pravda, Zerkal aceptó ser la única representante autorizada de los tribunales internacionales de Ucrania con respecto a Rusia, pero no ser jefa adjunta de la administración. El 28 de mayo, Zelenski restauró la ciudadanía ucraniana de Mijeíl Saakashvili.

#### Gobierno de Honcharuk
En las elecciones parlamentarias del 21 de julio de 2019, el partido político de Zelenski, Servidor del Pueblo, ganó la primera mayoría de un solo partido en la historia moderna de Ucrania en la Rada Suprema (parlamento de Ucrania), con el 43 % de los votos de la lista de partidos, obtuvo 254 de los 424 escaños.
Después de las elecciones, Zelenski nominó a Oleksiy Honcharuk como primer ministro, quien fue confirmado rápidamente por el parlamento, que también confirmó a Andriy Zahorodniuk como ministro de Defensa, Vadym Prystaiko como ministro de Relaciones Exteriores e Iván Bakanov como jefe del Servicio de Seguridad de Ucrania (SBU). Arsén Avákov, una figura controvertida debido a numerosas acusaciones de corrupción a lo largo del tiempo, renunció como ministro del Interior, con Honcharuk argumentando que el gobierno relativamente inexperto necesitaba administradores experimentados pero que Avakov había tenido «"líneas rojas" cruzadas que no se pueden atravesar».
Zelenski destituyó a Bohdan como jefe de su administración presidencial el 11 de febrero de 2020 y nombró a Andrey Yermak como su sucesor el mismo día.

#### Gobierno de Shmyhal
El 6 de marzo de 2020, el gobierno de Honcharuk dio paso al gobierno de Denýs Shmyhal. En ese momento, había inquietud en la prensa por la salida apresurada de Honcharuk. En su discurso del 4 de marzo a la Rada, Zelenski volvió a comprometerse con las reformas domésticas y financieras, y comentó que «no siempre puede convertirse en un psicólogo para las personas, un administrador de crisis para alguien, un coleccionista que requiere dinero ganado honestamente y una niñera del ministerio a cargo». Para septiembre de 2020, los índices de aprobación de Zelenski habían caído a menos del 32 por ciento.
El 24 de marzo de 2021, Zelenski firmó el Decreto 117/2021 que aprueba la «estrategia para la desocupación y reintegración del territorio temporalmente ocupado de la República Autónoma de Crimea y la ciudad de Sebastopol».

### Política interior

#### Intentos de poner fin al conflicto de Donbás
Una de las promesas centrales de campaña de Zelenski había sido poner fin a la guerra del Dombás y resolver el movimiento separatista patrocinado por Rusia allí. El 3 de junio, Zelenski nombró al expresidente Leonid Kuchma como representante de Ucrania en el Grupo de Contacto Tripartito para una solución al conflicto. Al día siguiente, llegó a Bruselas en su primera visita oficial al extranjero como presidente, reuniéndose con funcionarios de la Unión Europea y la OTAN, incluidos Jens Stoltenberg, Jean Claude Juncker y Donald Tusk.
El 11 de julio de 2019, Zelenski sostuvo una conversación telefónica con el presidente ruso Vladímir Putin luego de los llamamientos del primero al líder ruso para que participe en las conversaciones con Ucrania, Estados Unidos, Alemania, Francia y el Reino Unido en Minsk Los líderes también discutieron el intercambio de prisioneros retenidos por ambas partes.
En octubre de 2019, Zelenski anunció un acuerdo preliminar alcanzado con los separatistas, según el cual el gobierno ucraniano respetaría las elecciones celebradas en la región a cambio de que Rusia retirara sus tropas no marcadas. El acuerdo fue recibido con fuertes críticas y protestas tanto por parte de los políticos como del público ucraniano. Los detractores señalaron que era poco probable que las elecciones celebradas en Donbás fueran libres y justas, que los separatistas habían expulsado durante mucho tiempo a la mayoría de los residentes proucranianos de la región para garantizar una mayoría prorrusa, y que sería imposible garantizar que Rusia mantuviera su parte del acuerdo. Zelenski defendió sus negociaciones, diciendo que las elecciones no se celebrarían antes de una retirada rusa.
El acuerdo no logró aliviar el conflicto, ya que los separatistas continuaron sus ataques y Rusia continuó proporcionándoles armas y municiones. Varias milicias nacionalistas ucranianas y antiguas milicias también se negaron a aceptar el acuerdo, incluidos los combatientes del Batallón Azov en la óblast de Lugansk del Donbás. Zelenski se reunió personalmente con algunos de estos grupos y trató de convencerlos de que entregaran sus armas no registradas y aceptaran el acuerdo de paz. Andriy Biletsky, el líder del Cuerpo Nacional de extrema derecha y primer comandante de Azov, acusó a Zelenski de ser irrespetuoso con los veteranos del ejército y de actuar en nombre del Kremlin al dejar a los ucranianos vulnerables a la agresión rusa. En última instancia, el acuerdo de paz no logró reducir la violencia, y mucho menos poner fin a la guerra.
En diciembre de 2019, Rusia y Ucrania acordaron reanudar las conversaciones mediadas por Francia y Alemania bajo el llamado Cuarteto de Normandía, que había sido abandonado en 2016; fue la primera reunión cara a cara de Zelenski con Vladímir Putin. En julio de 2020, Zelenski anunció un alto el fuego formal con los separatistas, el más del vigésimo intento de este tipo desde que comenzó la guerra en 2014. Aunque el alto el fuego se violó con frecuencia en los siguientes años y la violencia general siguió siendo alta, las violaciones del alto el fuego en 2020 disminuyeron en más del 50 por ciento en comparación con el año anterior.

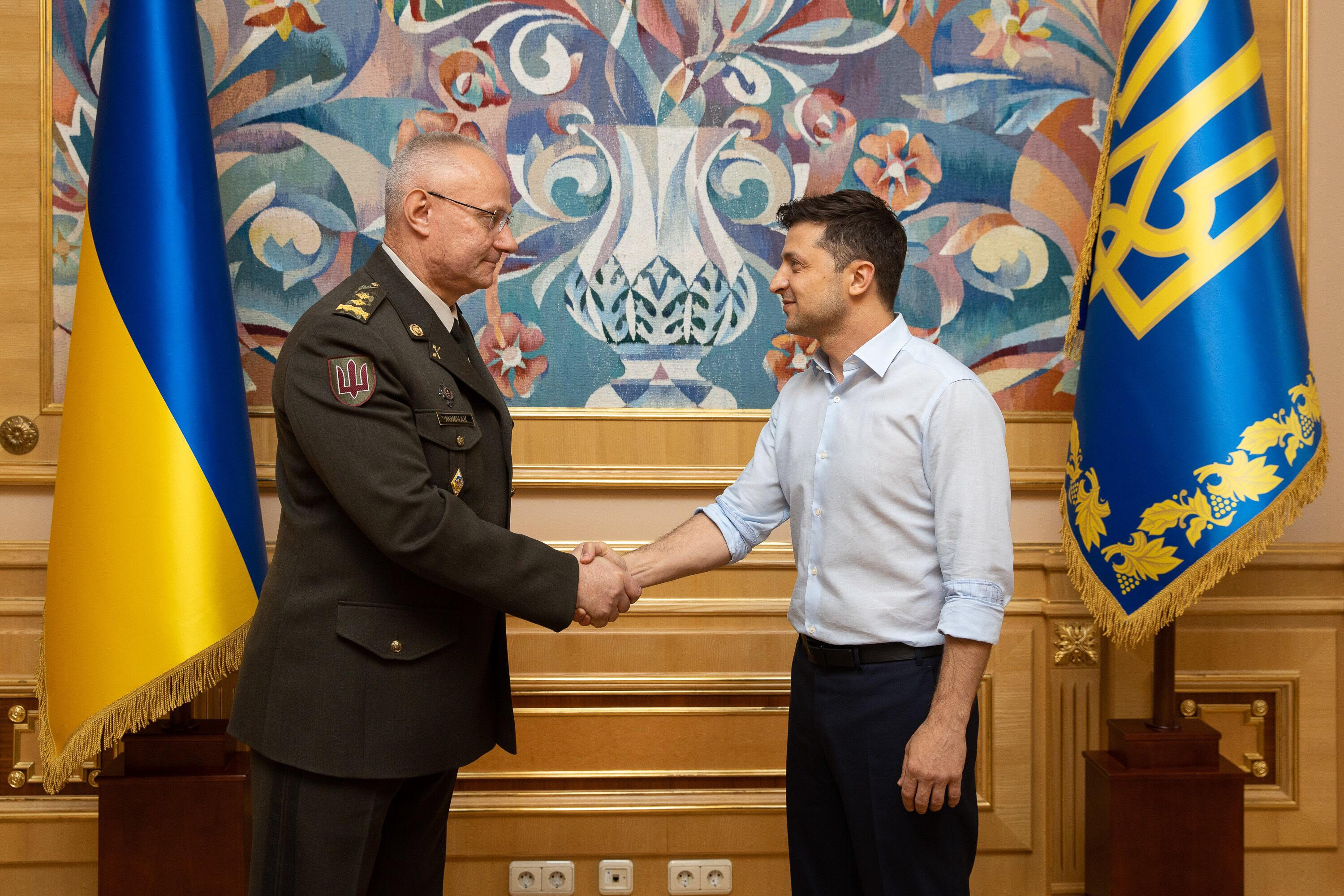
Nombramiento del general Ruslán Jomchak como jefe de las Fuerzas Armadas de Ucrania (21 de mayo de 2019).
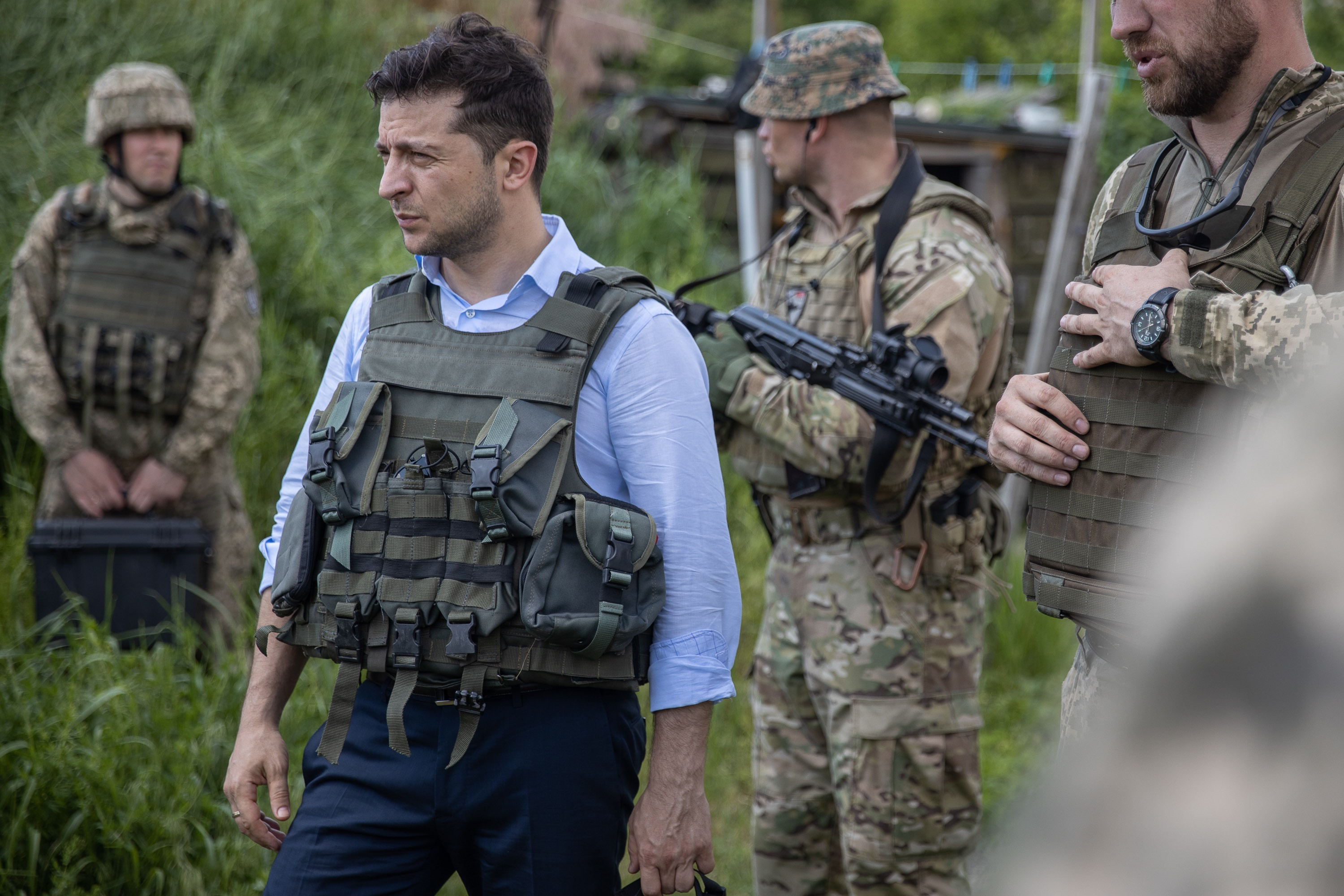
Visita a los combatientes ucranianos en la región de Lugansk (27 de mayo de 2019).
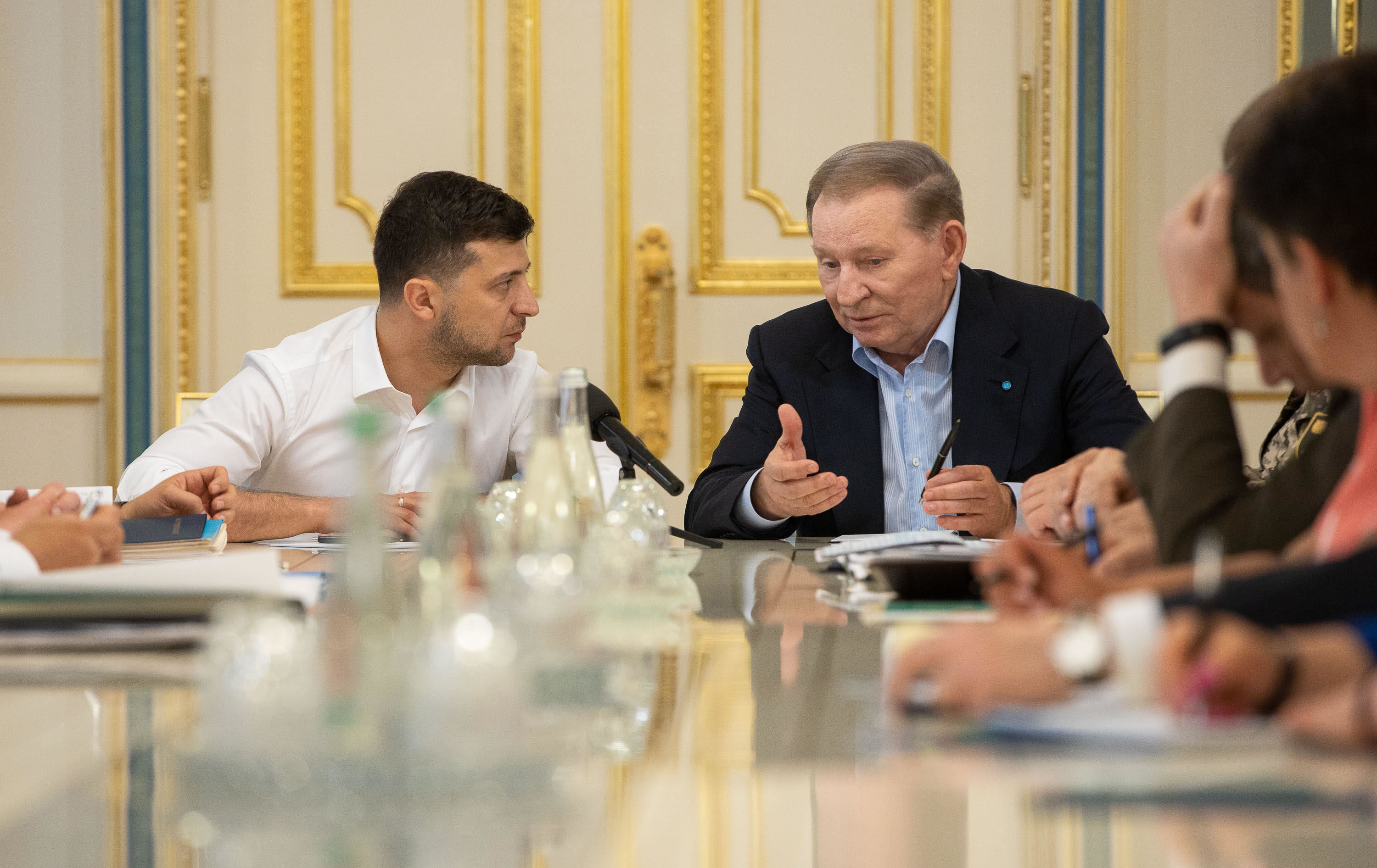
Con Leonid Kuchma, representante de Ucrania en el Protocolo de Minsk (3 de junio de 2019).
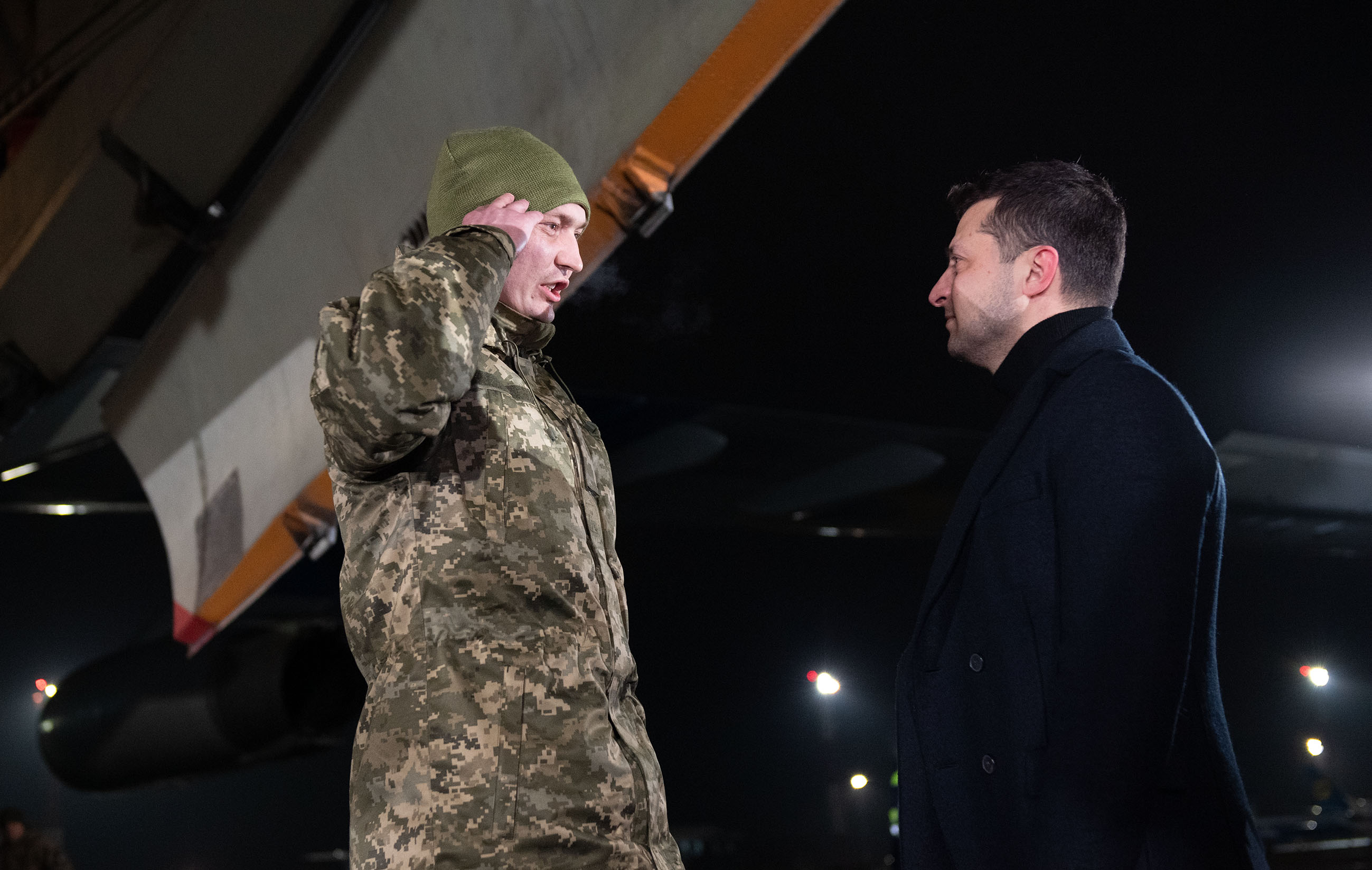
Recepción de un ciudadano liberado de los territorios ocupados del este de Ucrania (29 de diciembre de 2019).

### Relaciones exteriores
El primer viaje oficial al extranjero como presidente fue a Bruselas en junio de 2019, donde se reunió con funcionarios de la Unión Europea y la OTAN.
En agosto de 2019, Zelenski prometió levantar el aplazamiento sobre la exhumación de fosas comunes polacas en Ucrania después de que el anterior gobierno ucraniano prohibiera a la parte polaca llevar a cabo cualquier exhumación de víctimas polacas de la masacre en Volinia perpetrada por el Ejército Insurgente Ucraniano, tras la eliminación de un monumento al Ejército Insurgente Ucraniano en Hruszowice, al sureste de Polonia.
En septiembre de 2019, se informó que el presidente de los Estados Unidos, Donald Trump, supuestamente habría bloqueado el pago de un paquete de ayuda militar de USD 400 millones ordenado por el Congreso a Ucrania para presionar a Zelenski durante una llamada telefónica en julio entre los dos presidentes para investigar presuntas irregularidades de Joe Biden y su hijo Hunter Biden, quien tomó un asiento en la junta directiva de la compañía ucraniana de gas natural Burisma Holdings. Este informe fue el catalizador del escándalo Trump-Ucrania y la investigación de juicio político contra Donald Trump. Zelenski ha negado que haya sido presionado por Trump y ha declarado que «no quiere interferir en una elección extranjera».
En un viaje a los Estados Unidos en septiembre de 2021, Zelenski participó en conversaciones y compromisos con el presidente de los Estados Unidos, Joe Biden, el Secretario de Defensa Lloyd Austin, la Secretaria de Energía Jennifer Granholm, y el Secretario de Estado Antony Blinken. El presidente Zelenski y la primera dama Olena Zelenska también participaron en la apertura de la Casa de Ucrania en Washington D. C. En el mismo viaje, se reunió con el CEO de Apple, Tim Cook y con ucranianos en altos cargos en compañías tecnológicas de Silicon Valley y habló en la Universidad Stanford. Mientras Zelenski todavía estaba en los Estados Unidos, justo después de pronunciar un discurso en las Naciones Unidas, se hizo un intento de asesinato en Ucrania contra Serhiy Shefir, su ayudante más cercano. Shefir resultó ileso en el ataque, aunque su conductor fue hospitalizado con tres heridas de bala.
Sin perjuicio de la guerra, el 10 de diciembre de 2023 Volodímir Zelenski asistió a la asunción presidencial de Javier Milei, su par de Argentina. Siendo la primera vez que sale de Ucrania durante la guerra para visitar un país latino. En virtud de dicho encuentro, ambos presidentes acordaron organizar una «cumbre de la paz» con presidentes de América Latina.
Durante esta investidura, una amenaza de atentado obligó a Zelensky a cancelar su asistencia a la gala en el Teatro Colón. La Policía Federal Argentina luego detuvo e interrogó al autor del video donde se advertía el posible atentado, el ingeniero Jorge Bojanic, liberándolo luego. 

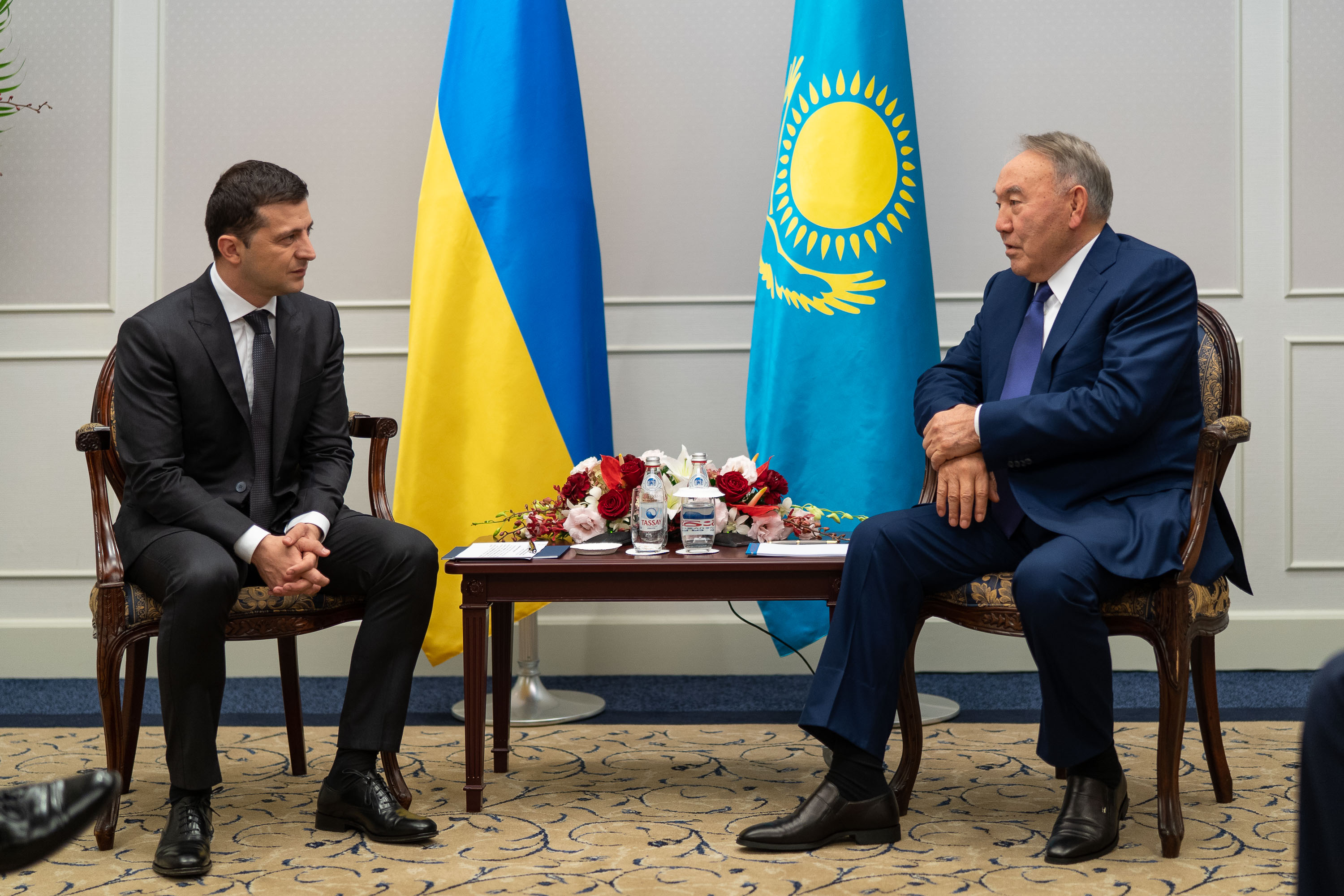
Zelenski y el expresidente kazajo Nursultán Nazarbáyev en Tokio, octubre de 2019.
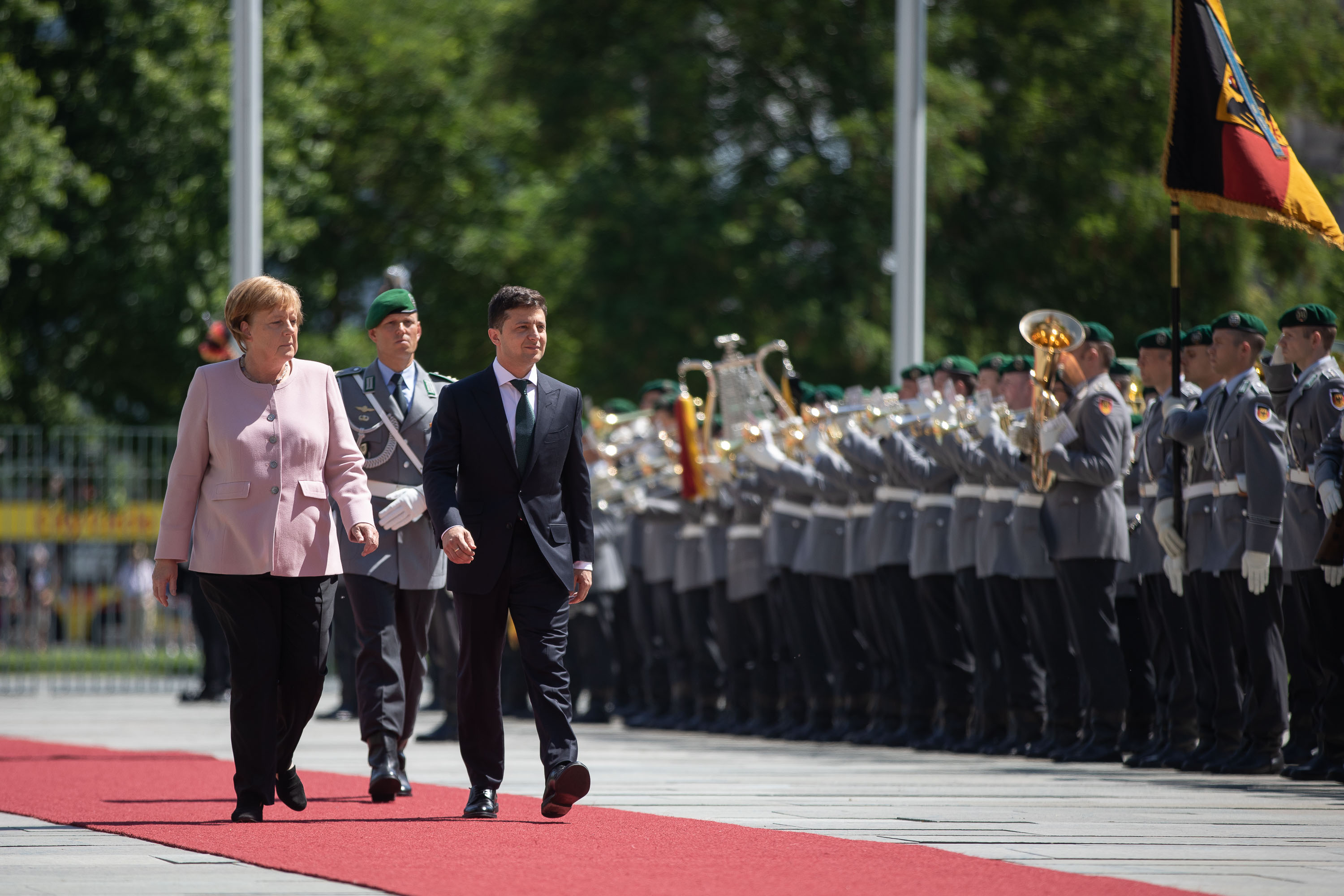
Zelenski con la canciller alemana Angela Merkel en la Cancillería Federal en Berlín, junio de 2019.
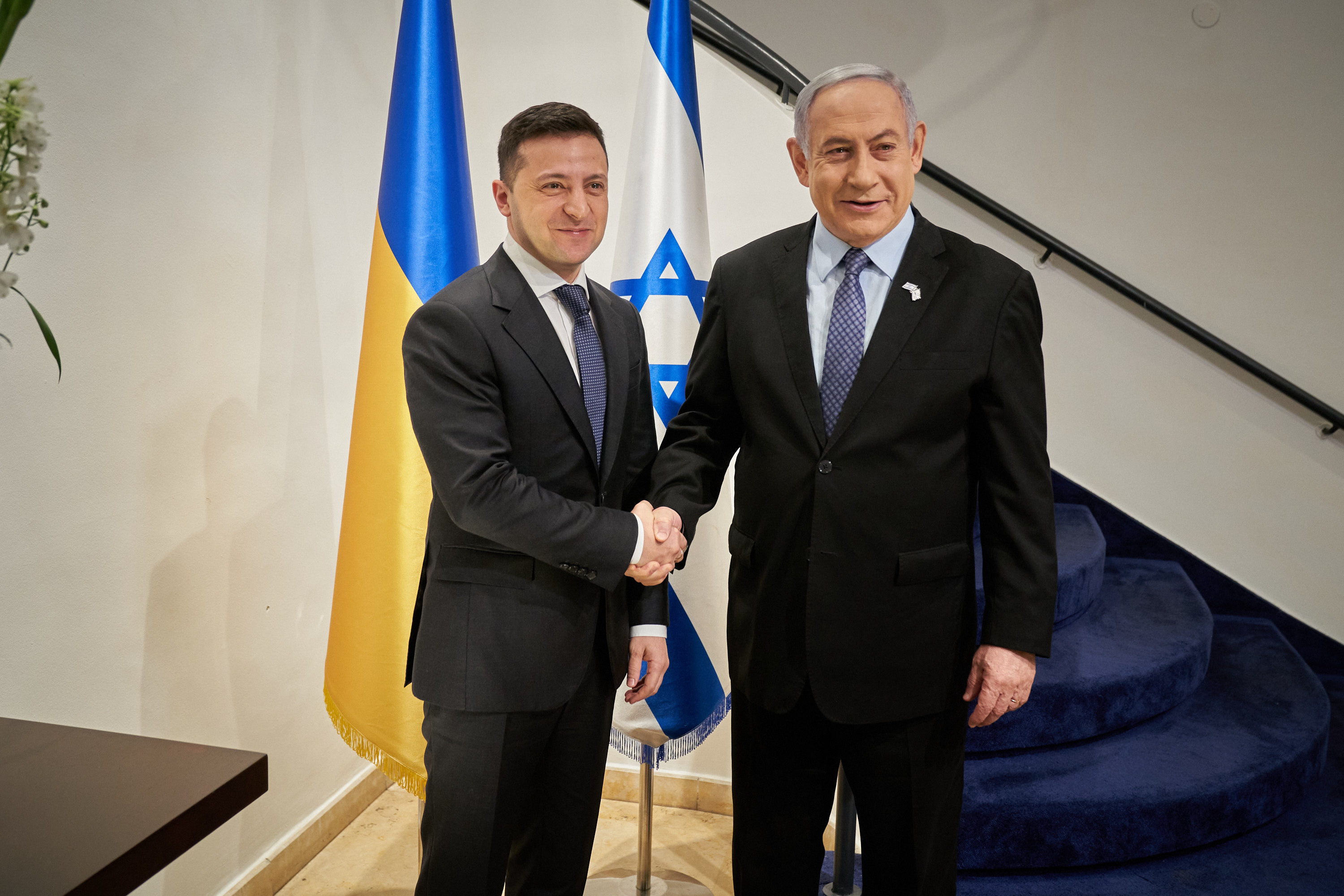
Zelenski con el primer ministro de Israel Benyamin Netanyahu, enero de 2020.
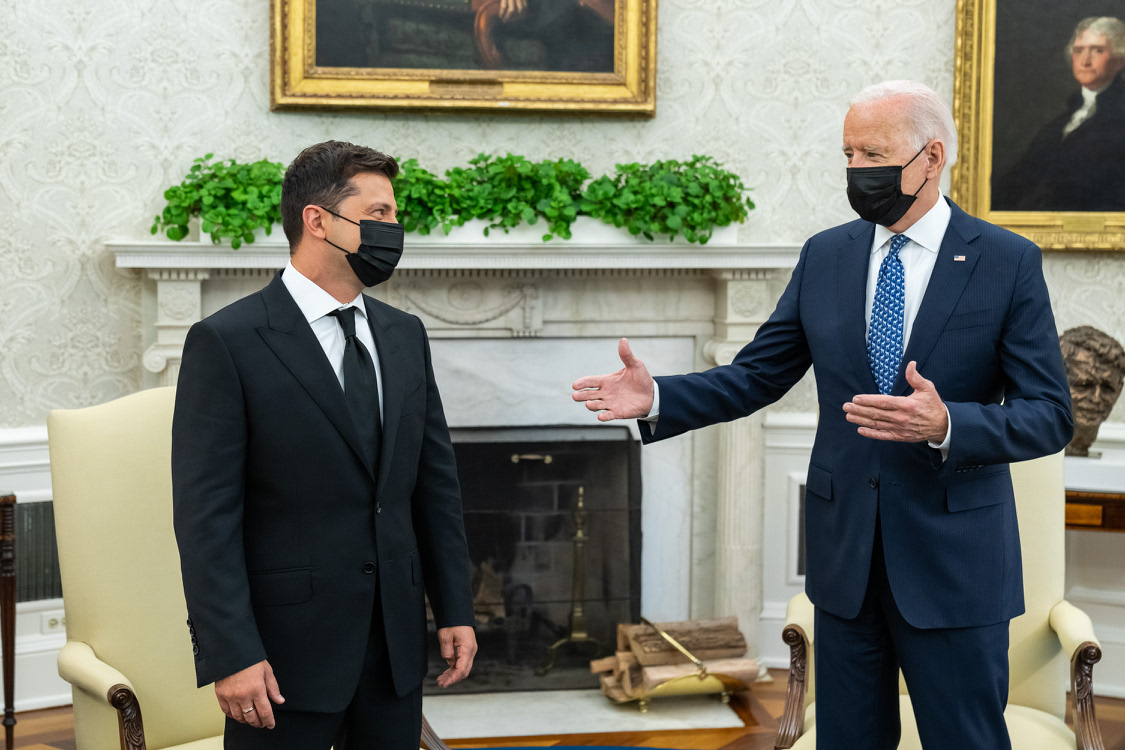
Zelenski con el presidente estadounidense Joe Biden en el despacho oval, septiembre de 2021.
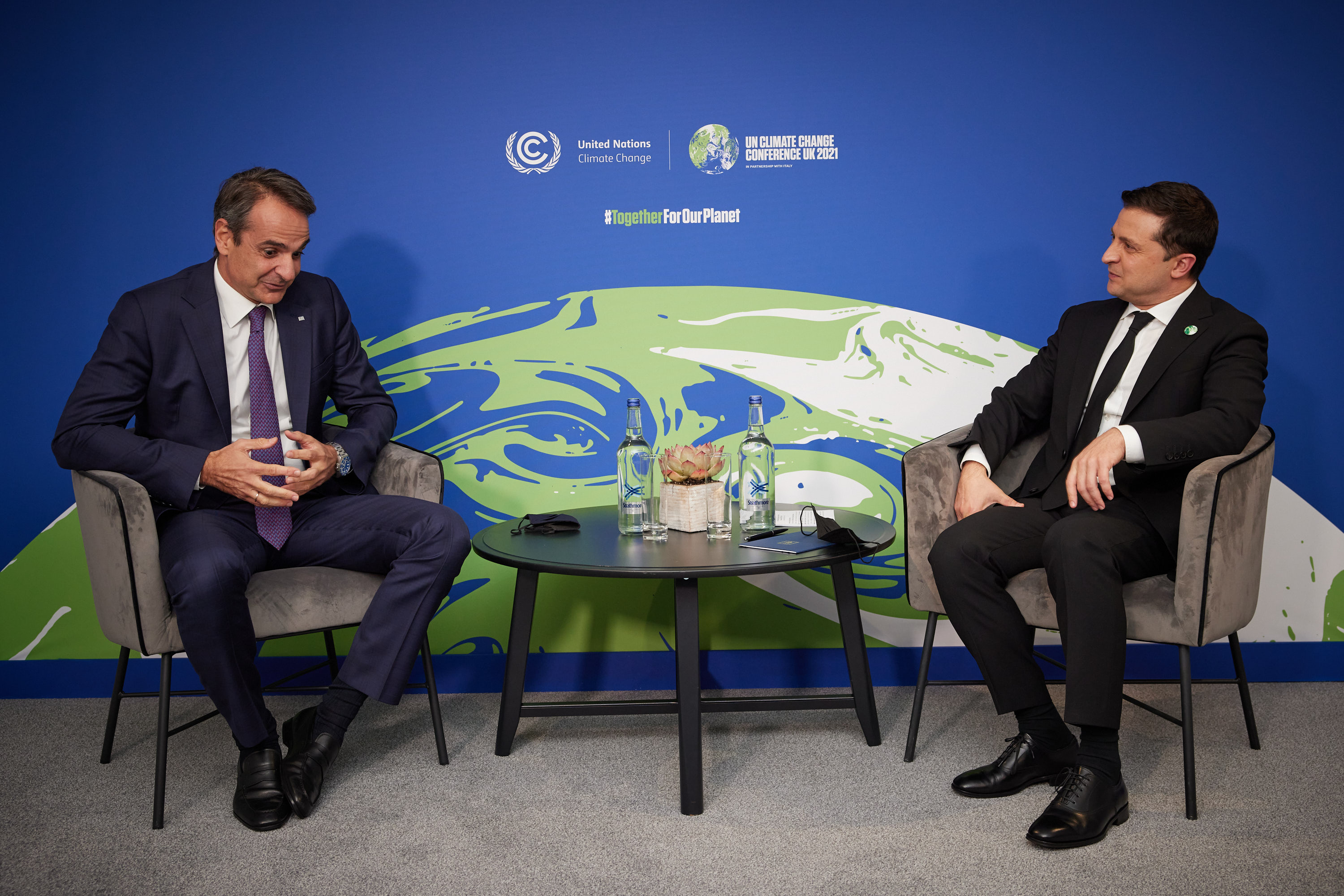
Zelenski con el primer ministro de Grecia Kyriakos Mitsotakis en la Conferencia de las Naciones Unidas sobre el Cambio Climático de 2021.

### Crisis ruso-ucraniana 2021-2022
En abril de 2021, en respuesta a la acumulación de tropas rusas en las fronteras ucranianas, Zelenski habló con el presidente estadounidense Joe Biden e instó a los miembros de la OTAN a acelerar la solicitud de membresía de Ucrania. 
El 26 de noviembre de 2021, Zelenski acusó a Rusia y al oligarca ucraniano Rinat Ajmétov de respaldar un plan para derrocar a su gobierno. Rusia negó cualquier participación en un complot golpista y Ajmétov dijo en un comunicado que «la información hecha pública por Volodímir Zelenski sobre los intentos de atraerme a algún tipo de golpe es una mentira absoluta. Estoy indignado por la difusión de esta mentira, sin importar cuáles sean los motivos del presidente». En diciembre de 2021, Zelenski pidió una acción preventiva contra Rusia.
El 19 de enero de 2022, Zelenski dijo en un mensaje de vídeo que los ciudadanos del país no deberían entrar en pánico y apeló a los medios de comunicación para que sean «métodos de información masiva y no histeria masiva». El 28 de enero, Zelenski pidió a Occidente que no creara un «pánico» en su país por una posible invasión rusa, y agregó que las constantes advertencias de una amenaza «inminente» de invasión están poniendo en riesgo la economía de Ucrania. Zelenski dijo que «no vemos una escalada más grande» que a principios de 2021, cuando comenzó la acumulación militar de Rusia. Zelenski y el presidente de Estados Unidos, Joe Biden, no estuvieron de acuerdo sobre cuán inminente era la amenaza.
El 19 de febrero, a medida que crecían las preocupaciones de una invasión rusa de Ucrania, Zelenski advirtió en un foro de seguridad que las naciones occidentales deberían abandonar su actitud de «apaciguamiento» hacia Moscú. «Ucrania ha recibido garantías de seguridad a cambio de renunciar al mayor tercer arsenal nuclear del mundo. No tenemos armas de fuego. Y no hay seguridad... Pero tenemos derecho a instar a una transformación de una política de apaciguamiento a una que garantice la seguridad y la paz», afirmó.
En las primeras horas del 24 de febrero, poco antes del inicio de la invasión rusa, Zelenski grabó un discurso a los ciudadanos de Ucrania y Rusia. Refutó las afirmaciones del gobierno ruso sobre la presencia de neonazis en el gobierno ucraniano y declaró que no tenía intención de atacar la región de Dombás, al tiempo que destacó sus conexiones personales con el área.

### Invasión rusa de Ucrania en 2022
En la mañana del 24 de febrero, Putin anunció que Rusia estaba iniciando una «operación militar especial» en el Donbás. Los misiles rusos alcanzaron varios objetivos militares en Ucrania, y Zelenski declaró la ley marcial, al tiempo que anunciaba que las relaciones diplomáticas con Rusia se estaban rompiendo, con efecto inmediato. Ese mismo día, anunció la movilización general.
El 25 de febrero, Zelenski dijo que, a pesar de la afirmación de Rusia de que estaba atacando solo objetivos militares, los sitios civiles también estaban siendo atacados. Ese mismo día, el presidente ucraniano dijo que sus servicios de inteligencia lo habían identificado como el principal objetivo de Rusia, pero que se quedaría en Kiev y que, con su familia, permanecerían en el país. «Quieren destruir a Ucrania políticamente destruyendo al jefe de Estado».
En las primeras horas del 26 de febrero, durante el asalto más significativo de las tropas rusas a la capital de Kiev, el Gobierno de los Estados Unidos y el presidente de Turquía Recep Tayyip Erdoğan instaron a Zelenski a evacuar a un lugar más seguro, y ambos ofrecieron asistencia para tal movimiento. Zelenski rechazó ambas ofertas y optó por permanecer en Kiev con sus fuerzas de defensa, diciendo que «la lucha está aquí [en Kiev]; necesito municiones, no un paseo».
Zelenski ha ganado reconocimiento mundial como el líder de Ucrania en tiempos de guerra durante la invasión rusa; el historiador Andrew Roberts lo comparó con Winston Churchill. Harvard Political Review dijo que Zelenski «ha aprovechado el poder de las redes sociales para convertirse en el primer líder verdaderamente en línea de la historia en tiempos de guerra, evitando a los guardianes tradicionales mientras usa Internet para llegar a la gente». Ha sido descrito como un héroe nacional o un «héroe global» por muchos comentaristas, incluidas publicaciones como The Hill, Deutsche Welle, Der Spiegel y USA Today. BBC News y The Guardian han informado que su respuesta a la invasión ha recibido elogios incluso de críticos anteriores.
Durante la invasión, Zelenski ha sido blanco de más de una docena de intentos de asesinato; tres fueron impedidos debido a los consejos de los empleados rusos del FSB que se opusieron a la invasión. Dos de esos intentos fueron llevados a cabo por el Grupo Wagner, una fuerza paramilitar rusa, y el tercero por los kadyrovitas, la guardia personal del líder checheno Ramzán Kadýrov.
Mientras hablaba sobre civiles ucranianos que fueron asesinados por las fuerzas rusas, Zelenski dijo:

No perdonaremos. No lo olvidaremos. Castigaremos a todos los que cometieron atrocidades en esta guerra... Encontraremos a cada escoria que estuvo bombardeando a nuestras ciudades, a nuestra gente, que estuvo disparando misiles, que estuvo dando órdenes. No tendrán un lugar tranquilo en esta tierra, excepto una tumba.

Zelenski ha sido llamado por Times of Israel el «defensor judío de la democracia ucraniana». Gal Beckerman de The Atlantic describió a Zelenski como «dado al mundo un héroe judío».
El 7 de marzo de 2022, el presidente checo Milos Zeman decidió otorgar a Zelenski la más alta condecoración estatal de la República Checa, la Orden del León Blanco, por «su valentía y coraje frente a la invasión de Rusia».
Zelenski ha pedido repetidamente conversaciones directas con el presidente ruso Vladímir Putin, diciendo: «Buen Señor, ¿qué quieres? Deja nuestra tierra. Si no quieres irte ahora, siéntate conmigo en la mesa de negociaciones. Pero no desde 30 metros de distancia, como con Macron y Scholz. No muerdo».
El 7 de marzo, como condición para poner fin a la invasión rusa de Ucrania, el Kremlin exigió la neutralidad de Ucrania, el reconocimiento de Crimea, que había sido anexionada por Rusia, como territorio ruso, y el reconocimiento de las autoproclamadas repúblicas separatistas de Donetsk y Lugansk como estados independientes. El 8 de marzo, Zelenski expresó su voluntad de discutir las demandas de Putin. Zelenski dijo que está listo para el diálogo, pero «no para la capitulación». Propuso un nuevo acuerdo de seguridad colectiva para Ucrania con los Estados Unidos, Turquía, Francia y Alemania como alternativa al país que se une a la OTAN. El partido Servidor del Pueblo de Zelenski dijo que Ucrania no renunciaría a sus reclamos sobre Crimea, Donetsk y Lugansk.
El 27 de marzo, el presidente Zelenski concedió una entrevista a periodistas rusos independientes por primera vez desde el inicio de las hostilidades, en el que estos le trasladaron preguntas formuladas por el redactor-jefe del periódico Nóvaya Gazeta Dmitri Murátov, Premio Nobel de la Paz 2021. Zelenski contestó a sus preguntas que versaron principalmente en torno a la situación actual en Ucrania, el sitio de Mariúpol por las tropas rusas, las negociaciones de paz entre ambos países y la situación del idioma ruso en Ucrania, entre otras cosas.

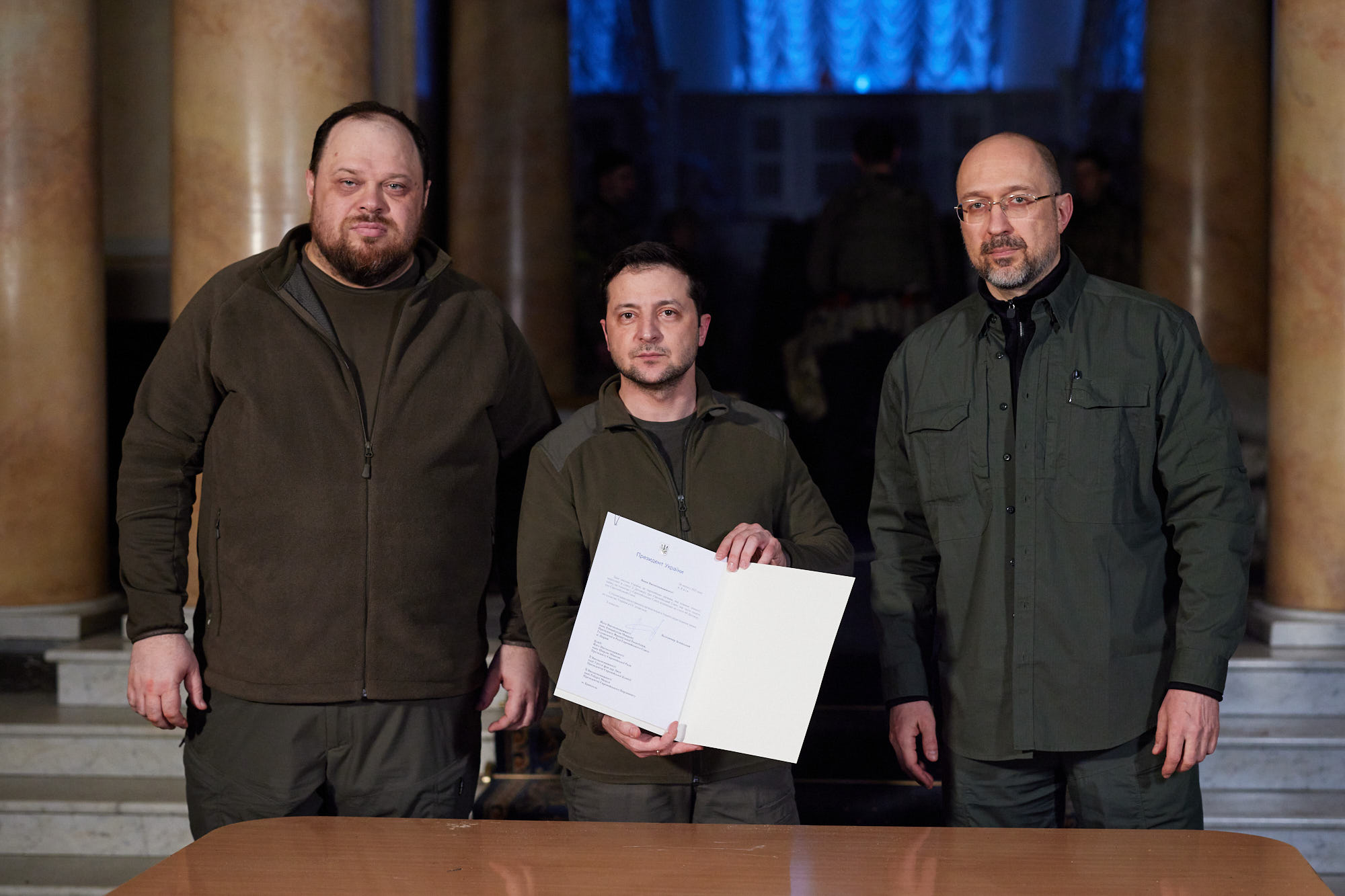
El presidente de la Rada Suprema, Stefanchuk, el presidente de Ucrania, Volodimir Zelenski, y el primer ministro, Shmyhal, tras la firma de la solicitud de adhesión a la Unión Europea, 28 de febrero de 2022.
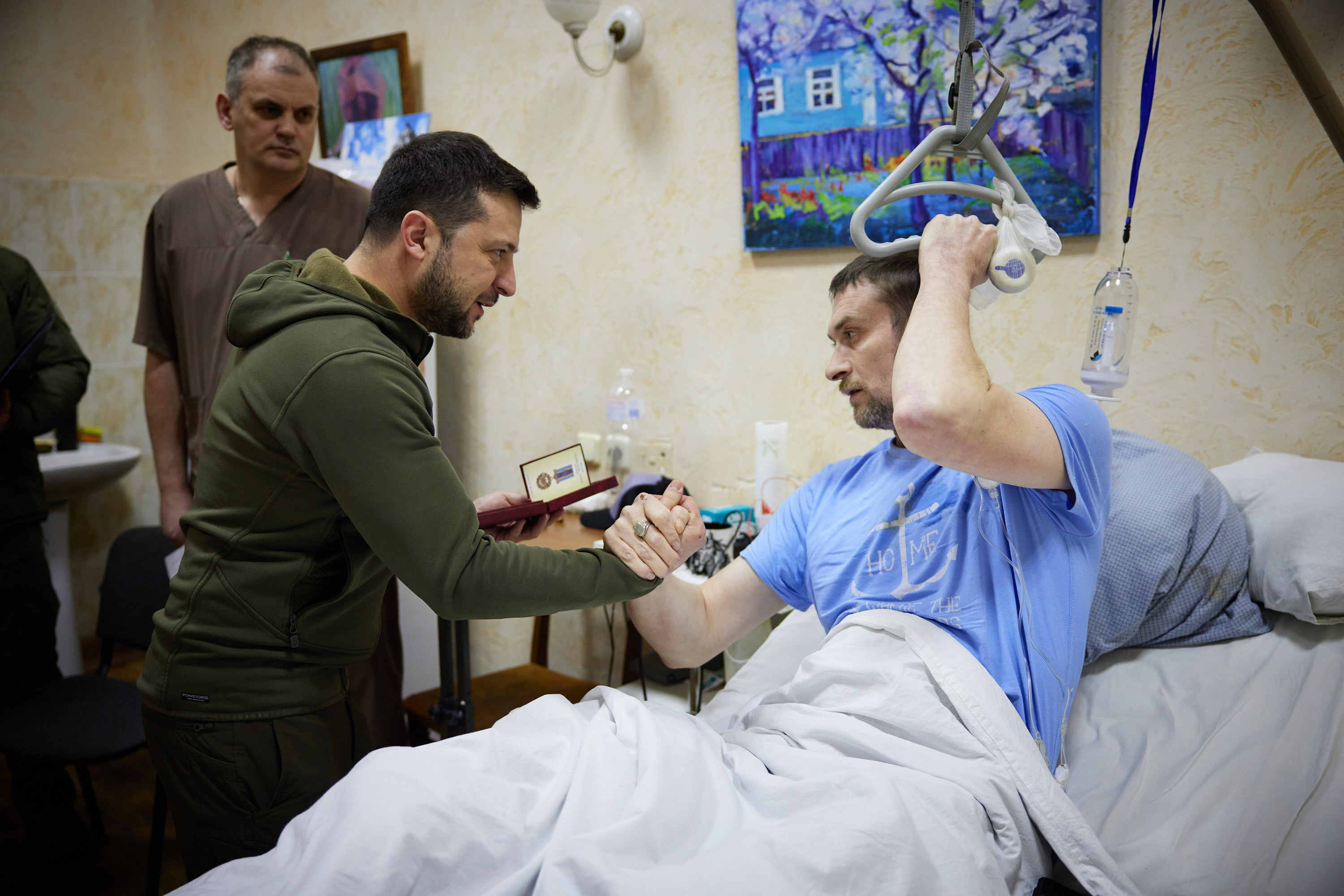
El Presidente Zelenskiy visita un hospital militar para soldados que luchan en la región de Kiev, 13 de marzo de 2022.

#### Discursos ante parlamentos
Durante la invasión rusa de Ucrania en 2022, el presidente de Ucrania, Volodímir Zelenski, pronunció una serie de discursos en varios formatos, incluso en redes sociales y ante órganos legislativos extranjeros. Los discursos atrajeron una atención considerable, con una respuesta generalmente positiva.
Los discursos de Zelenski ante parlamentos extranjeros contenían «referencias históricas cuidadosamente elegidas para atraer a la audiencia» y que su «talento como orador que le ha ganado la aclamación extranjera».
Zelenski ha hecho un esfuerzo para reunir a los gobiernos de las naciones occidentales en un esfuerzo por aislar a Rusia y, por este motivo ha intervenido en multitud de parlamentos por videoconferencia para sensibilizar a las autoridades políticas y la sociedad civil sobre la situación vivida en Ucrania. Desde el inicio de la invasión Zelenski ha pronunciado numerosos discursos.
El 1 de marzo, se dirigió al Parlamento de la Unión Europea por videoconferencia, donde volvió a solicitar la integración de su país en la Unión Europea «sin demora» tras la invasión rusa, reclamando los europeos que «demuestren que [están] con Ucrania». Además, denunció el bombardeo ruso de Járkov como un «crimen de guerra». Ursula von der Leyen, presidenta de la Comisión Europea, respondió que el «destino de la UE está actualmente en juego en Ucrania».
Después de dirigirse a la Cámara de los Comunes del Reino Unido por videoconferencia el 8 de marzo, donde recibió una ovación de pie, repitió ante el Parlamento de Canadá el 15 de marzo, y frente al Congreso de los Estados Unidos renovó el ejercicio el 16 de marzo, donde recibió nuevamente una ovación de pie. Reiteró su llamado al establecimiento de una zona de exclusión aérea sobre Ucrania después de mostrar un video de los daños causados por los ataques rusos.
El 17 de marzo, se dirigió al Bundestag, donde recibió otra ovación de pie. El presidente ucraniano lamentó en su discurso las estrechas relaciones económicas forjadas en los últimos años entre Berlín y Moscú, especialmente en materia energética. Denunció que la construcción del gasoducto Nord Stream 2 (que une Rusia con Alemania, y suspendido por Berlín): «¿cómo es posible que, cuando les dijimos que Nord Stream 2 es una especie de preparación para la guerra, escuchamos la respuesta "es puramente económico, es la economía, la economía"».
El 23 de marzo, Zelenski se dirigió en una reunión conjunta con la Asamblea Nacional de Francia, el Senado de Francia (ambas conforman el Parlamento de Francia) y el Conseil de Paris, donde recibió un gran aplauso. Instó a las compañías francesas que operan en Rusia a dejar de apoyar a la «máquina de guerra» rusa y abandonar ese país, citando a Renault, Auchan y Leroy Merlin.
El 31 de marzo se dirigió al Parlamento Federal de Bélgica, donde pidió a todos los europeos que continuaran la defensa de Mariúpol tomando como referencia la batalla de Ypres en Bélgica. Ese mismo día se dirigió a los Estados Generales de los Países Bajos.
También realizó discursos ante las legislaturas de Polonia, Australia, Israel, Italia, Japón, Rumania, países nórdicos, España, así como también ante el Consejo de Seguridad de las Naciones Unidas.

«Los conmovedores llamamientos de Zelenski han hecho llorar a los legisladores de Estados Unidos y Europa en las videollamadas, han revivido a Occidente de su letargo posterior a la Guerra Fría y han cautivado al mundo con su defensa de la democracia. Es la antípoda de la crueldad de Putin. Si un hombre alguna vez cambió el mundo, pocos lo han hecho tan rápido como Zelenski.»
Stephen Collinson, CNN

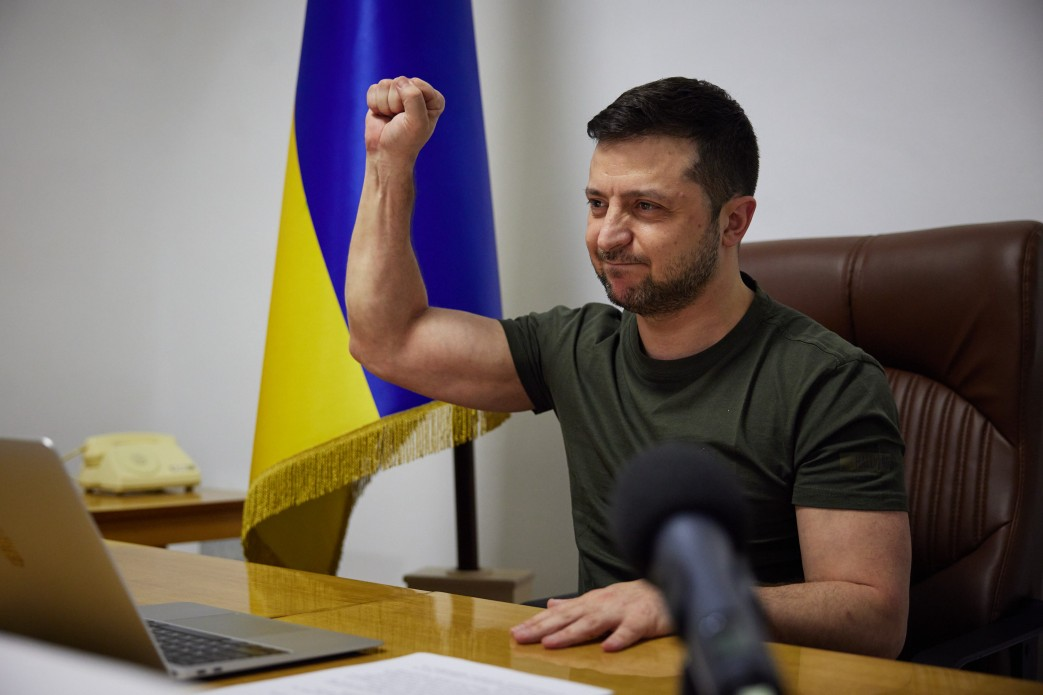
Zelenski se dirige al Parlamento del Reino Unido, siendo el primer líder extranjero en hacerlo, 8 de marzo de 2022.
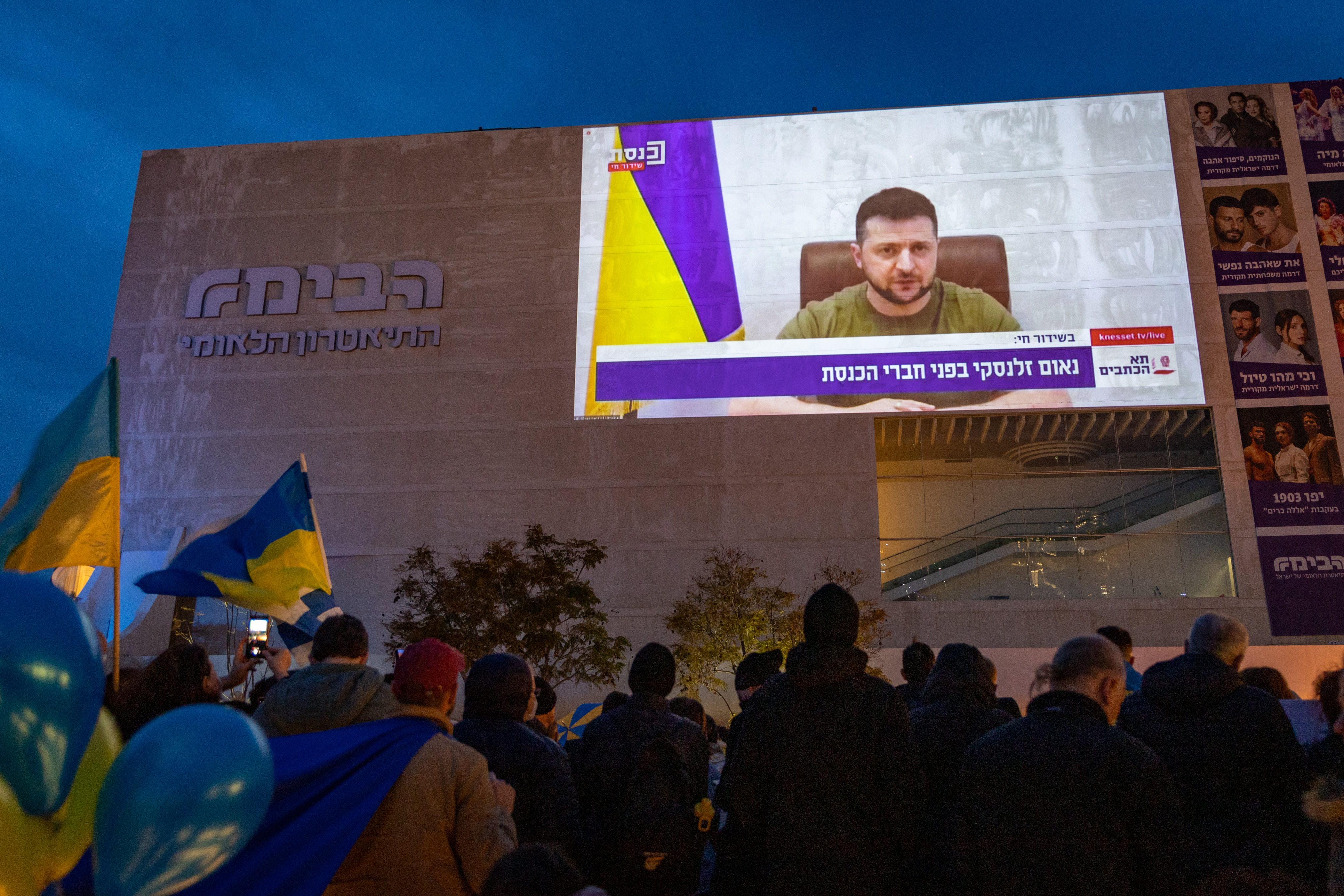
Transmisión del discurso de Zelenski a la Knéset de Israel, en el edificio del teatro Habima, 20 de marzo de 2022.
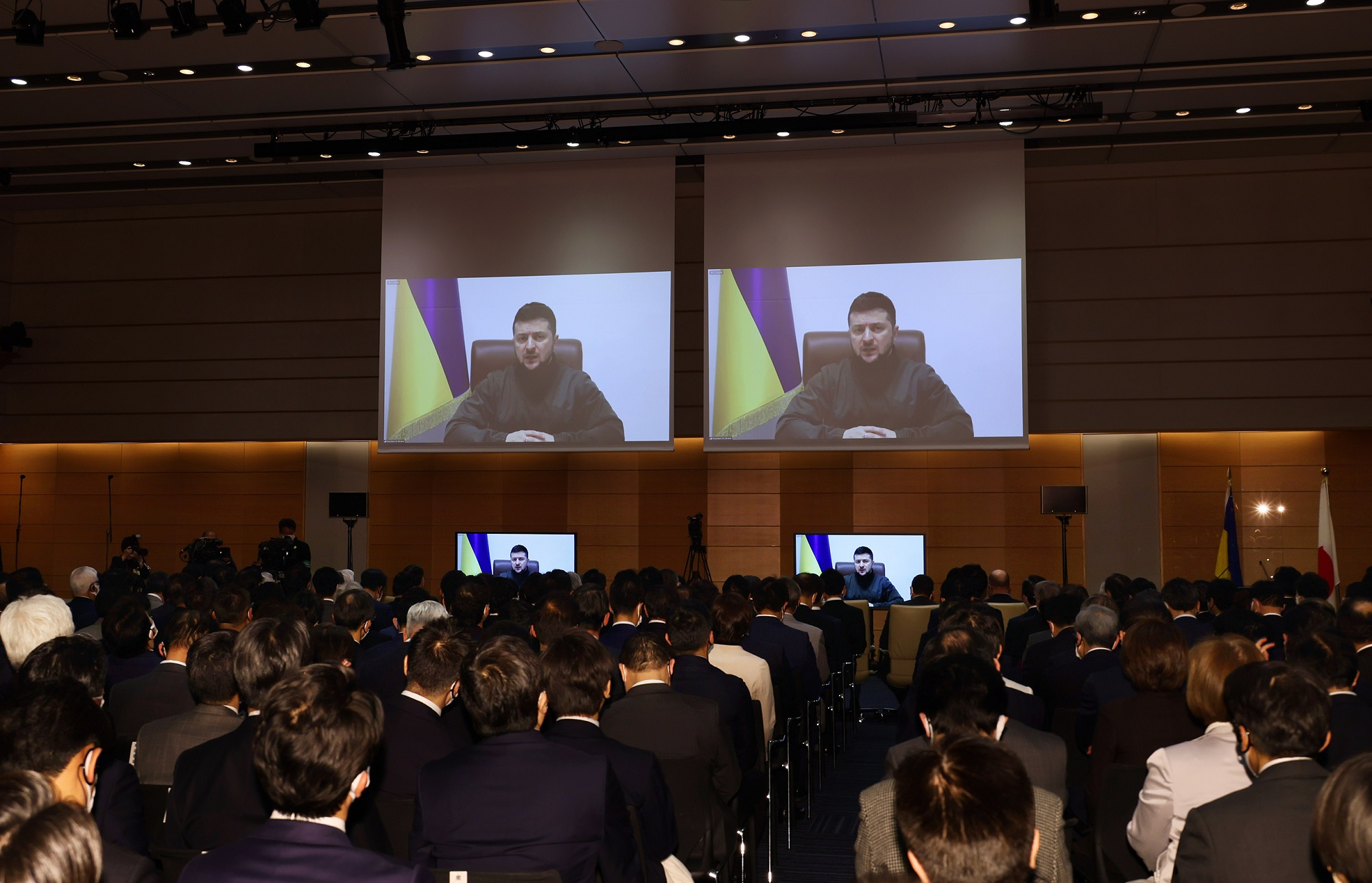
Discurso ante la Dieta de Japón, 23 de marzo de 2022.
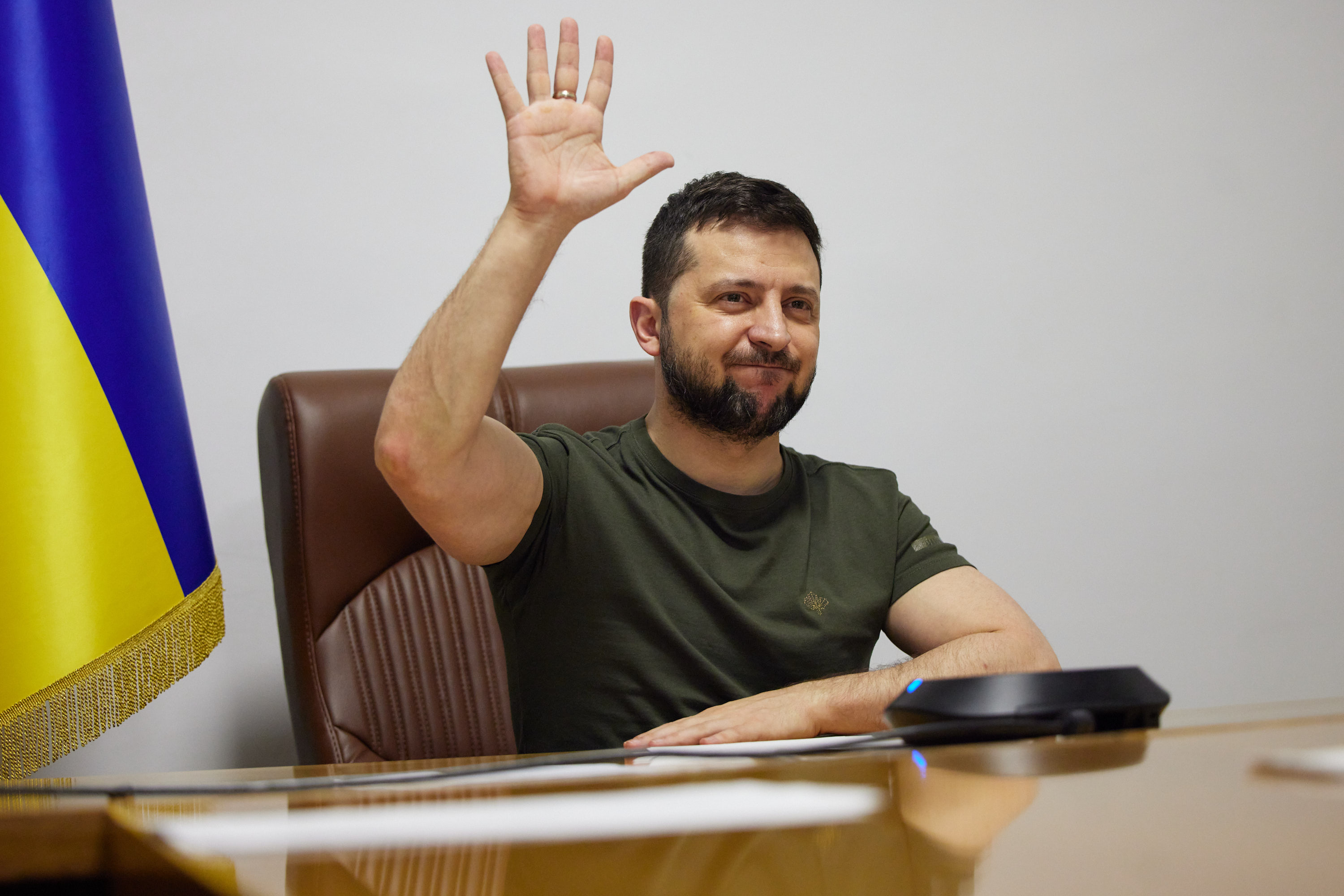
Discurso ante el Parlamento de Australia, 31 de marzo de 2022.

#### Visitas de Estado en Kiev

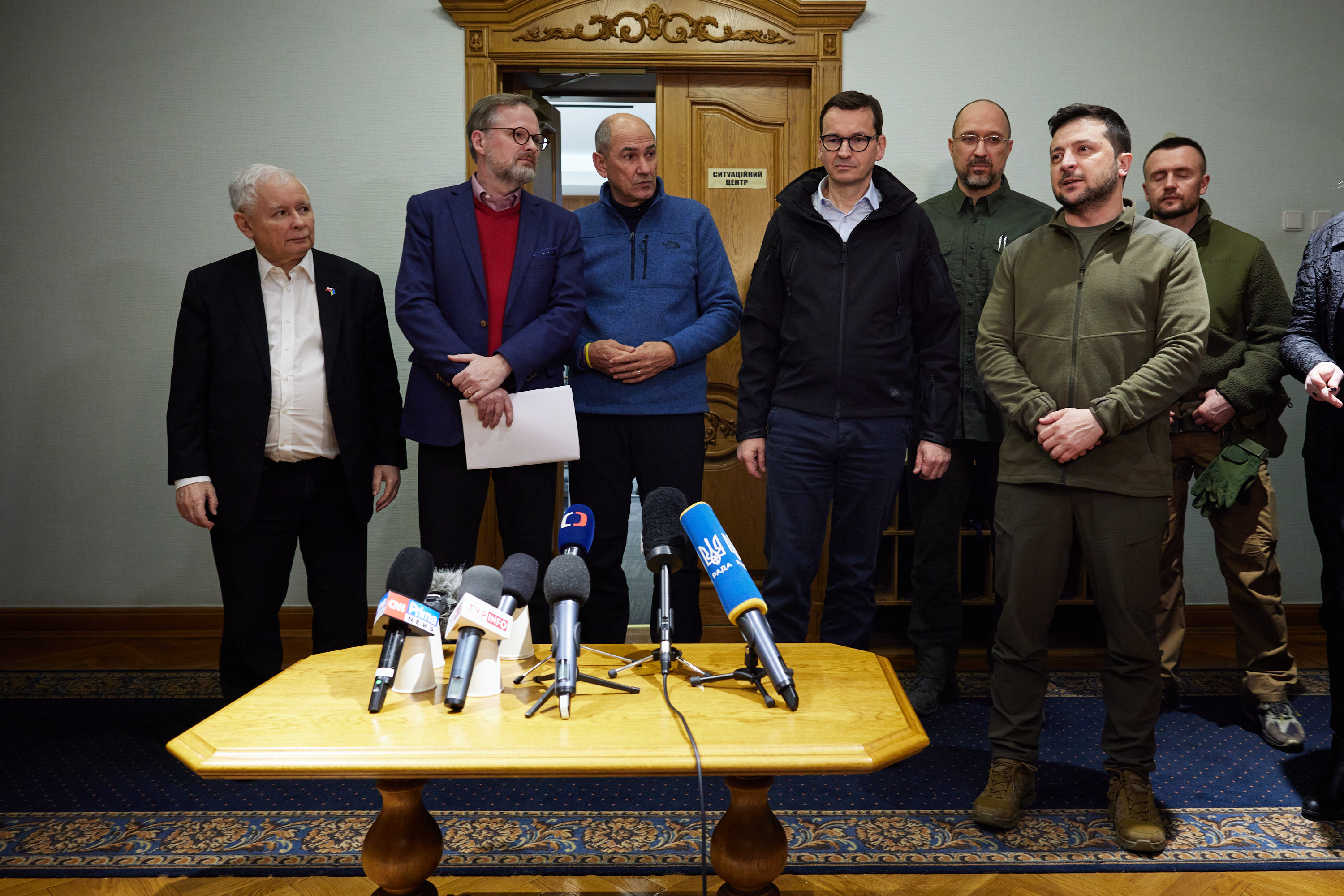
Zelenski con el primer ministro polaco Morawiecki, el primer ministro checo Fiala y el primer ministro esloveno Janša, Kiev, 15 de marzo de 2022.

Zelenski recibió en Kiev el 15 de marzo, la visita de los primeros ministros de Polonia, Eslovenia y República Checa para mostrar su solidaridad al presidente de Ucrania.
Tras el repliegue ruso de los alrededores de Kiev a principios de abril, Zelenski recibió a varios gobernantes extranjeros. El 8 de abril, Ursula von der Leyen, presidenta de la Comisión Europea, junto a Josep Borrell, le entregaron un cuestionario, punto de partida para una decisión sobre la adhesión de Ucrania a la Unión Europea, procedimiento que debería ser mucho más rápido de lo habitual. El líder le recuerda la necesidad de un embargo total sobre la energía procedente de Rusia. Ese mismo día recibió al primer ministro de Eslovaquia, Eduard Heger.
El 9 de abril, recibió al primer ministro británico, Boris Johnson, quien promete ayuda militar y financiera.
El canciller austriaco Karl Nehammer, que realizó una visita a Kiev el 9 de abril para reunirse con el presidente Zelenski, prometió seguir aumentando las sanciones contra Rusia hasta que termine la guerra.Como Austria es un país neutral, no puede enviar armas letales ni asistencia militar a Ucrania, pero Zelenski agradeció a las autoridades austriacas por «brindar ayuda por otros medios».
El 12 de abril, los presidentes de Polonia, Lituania, Letonia y Estonia se hicieron presente en Kiev para mostrar su firme apoyo a Ucrania.
El 21 de abril, el líder ucraniano, recibió al presidente de España, Pedro Sánchez y a la primera ministra de Dinamarca, Mette Frederiksen. Durante la visita conjunta de los jefes de Gobierno, el presidente Zelenski recibió señales de solidaridad y apoyo al pueblo ucraniano. A lo largo de la reunión en Kiev, los líderes europeos analizaron en detalle el fortalecimiento de la respuesta armada frente a Rusia, la reconstrucción del estado después de la guerra y la futura membresía en la Unión Europea.
El 25 de julio, el presidente de Guatemala se hizo presente en Kiev para mostrar su firme apoyo a Ucrania.

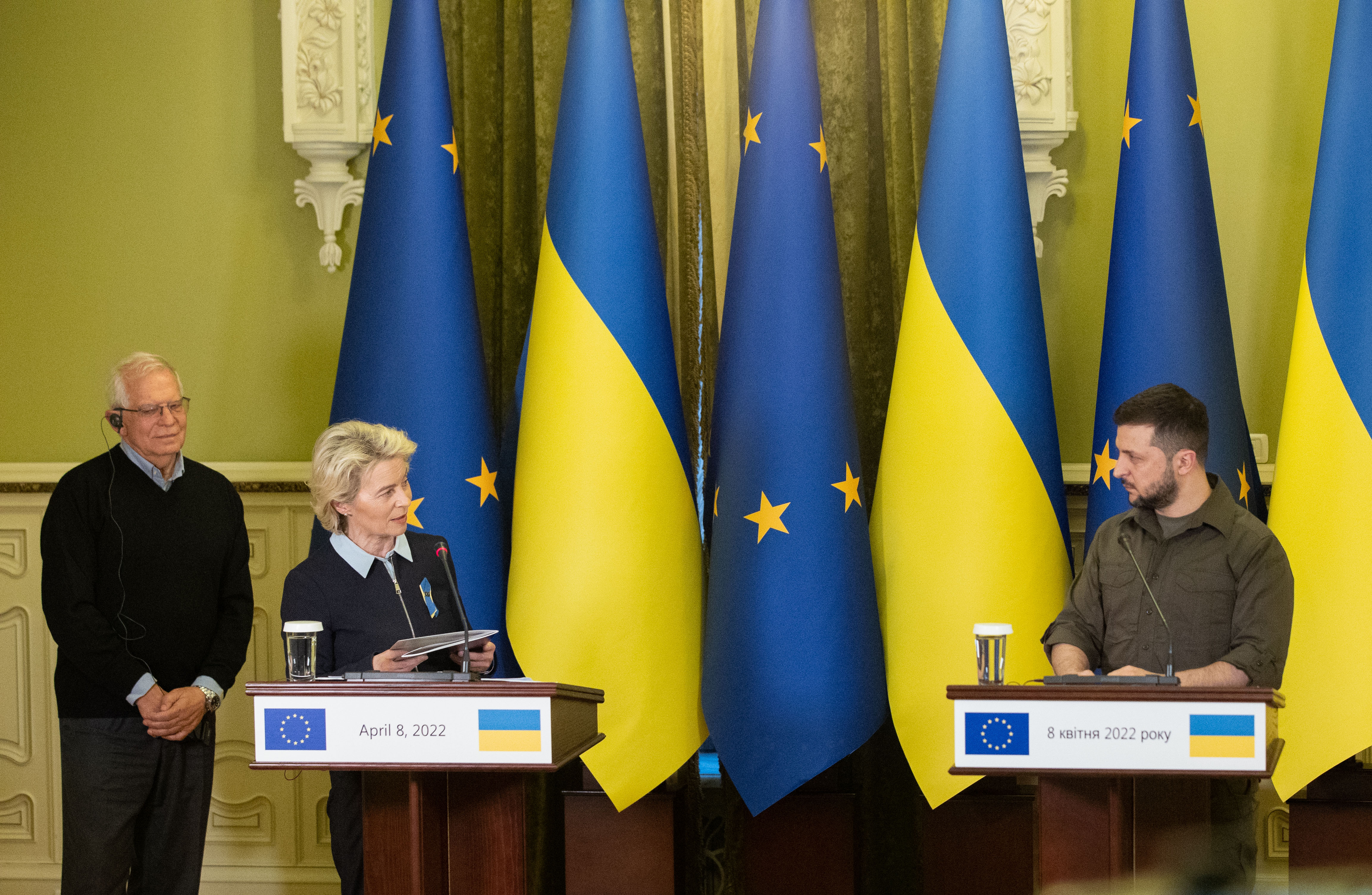
Zelenski con la presidenta de la Comisión Europea, Ursula von der Leyen y el Alto representante de la Unión para Asuntos Exteriores y Política de Seguridad, Josep Borrell, el 8 de abril de 2022.
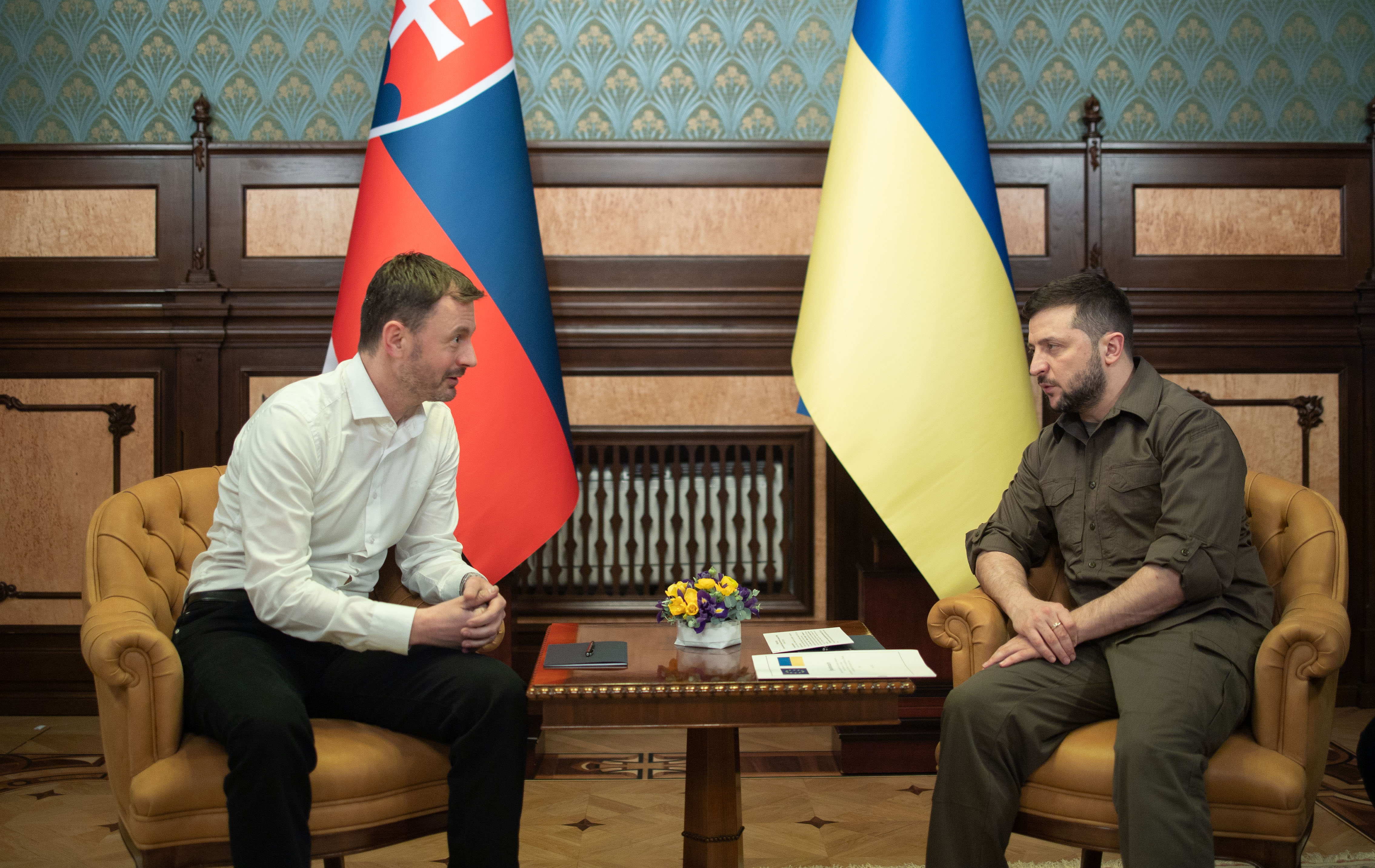
Zelenski junto al primer ministro de Eslovaquia, Eduard Heger en Kiev, 8 de abril de 2022.
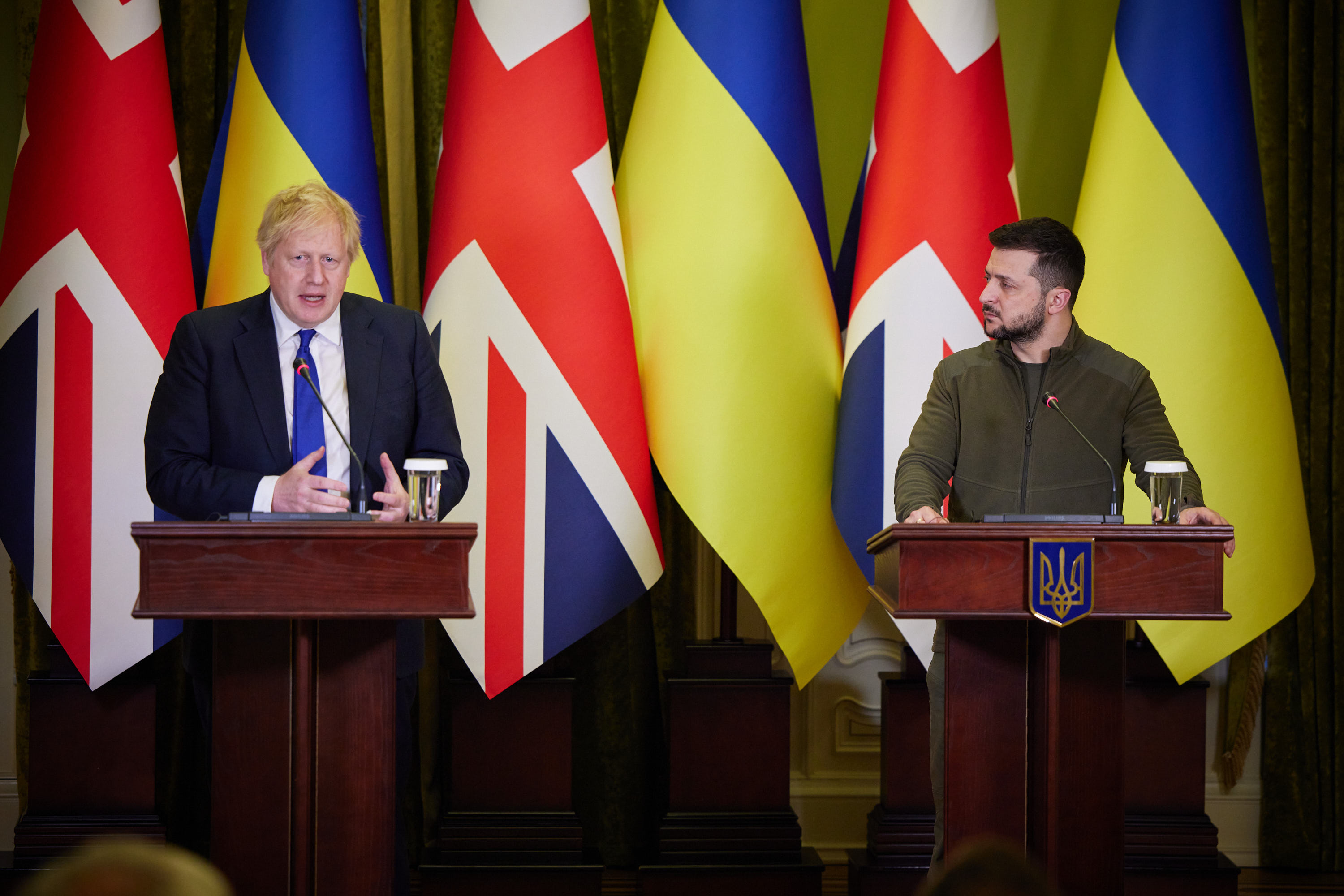
Volodimir Zelenski se reunió con Boris Johnson en Kiev, 9 de abril de 2022.
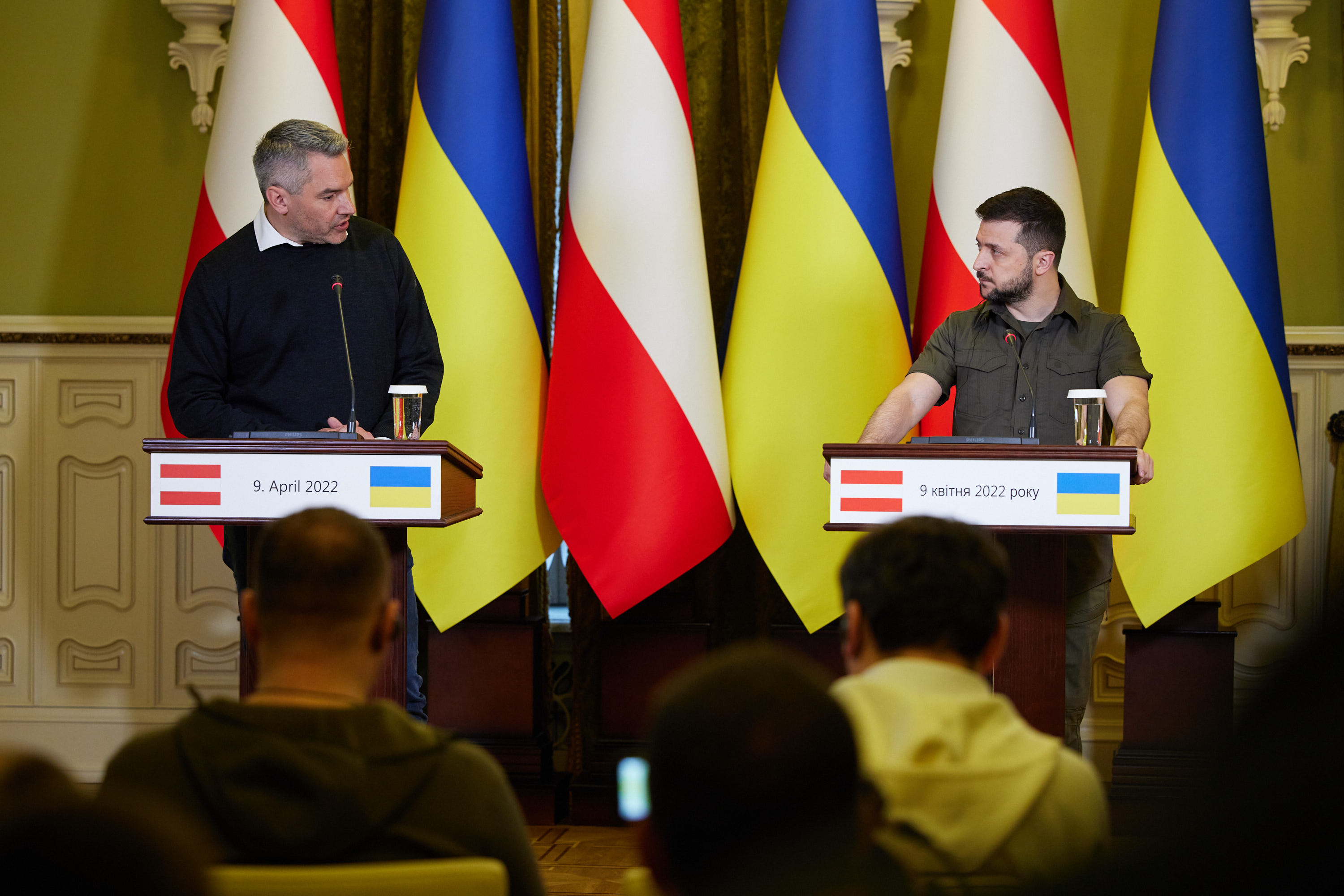
El canciller de Austria, Karl Nehammer, visitó al presidente de Ucrania para brindarle apoyo, 9 de abril de 2022.
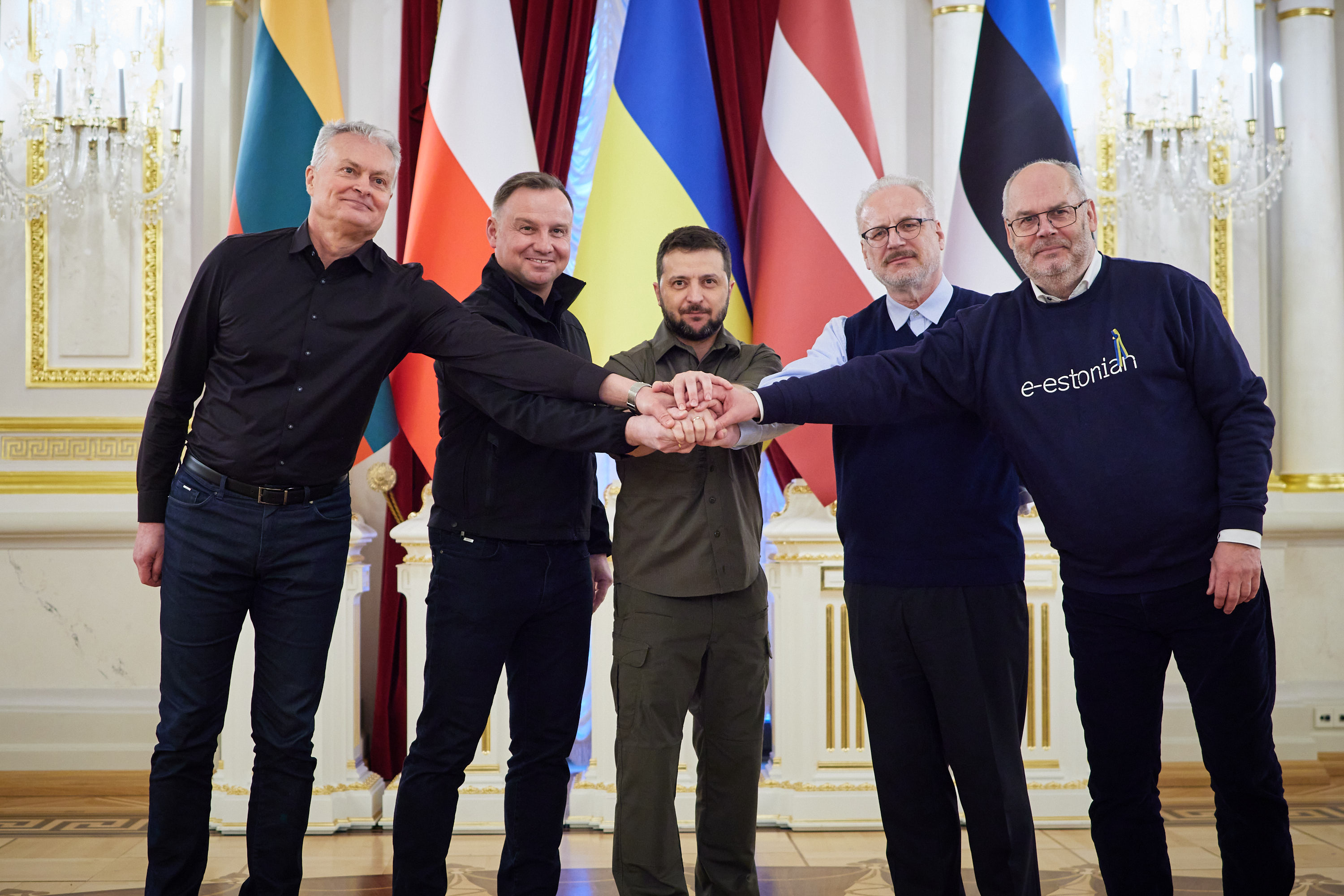
En Kiev, Zelenski se reunió con los presidentes de Polonia, Letonia, Lituania y Estonia, 13 de abril de 2022.
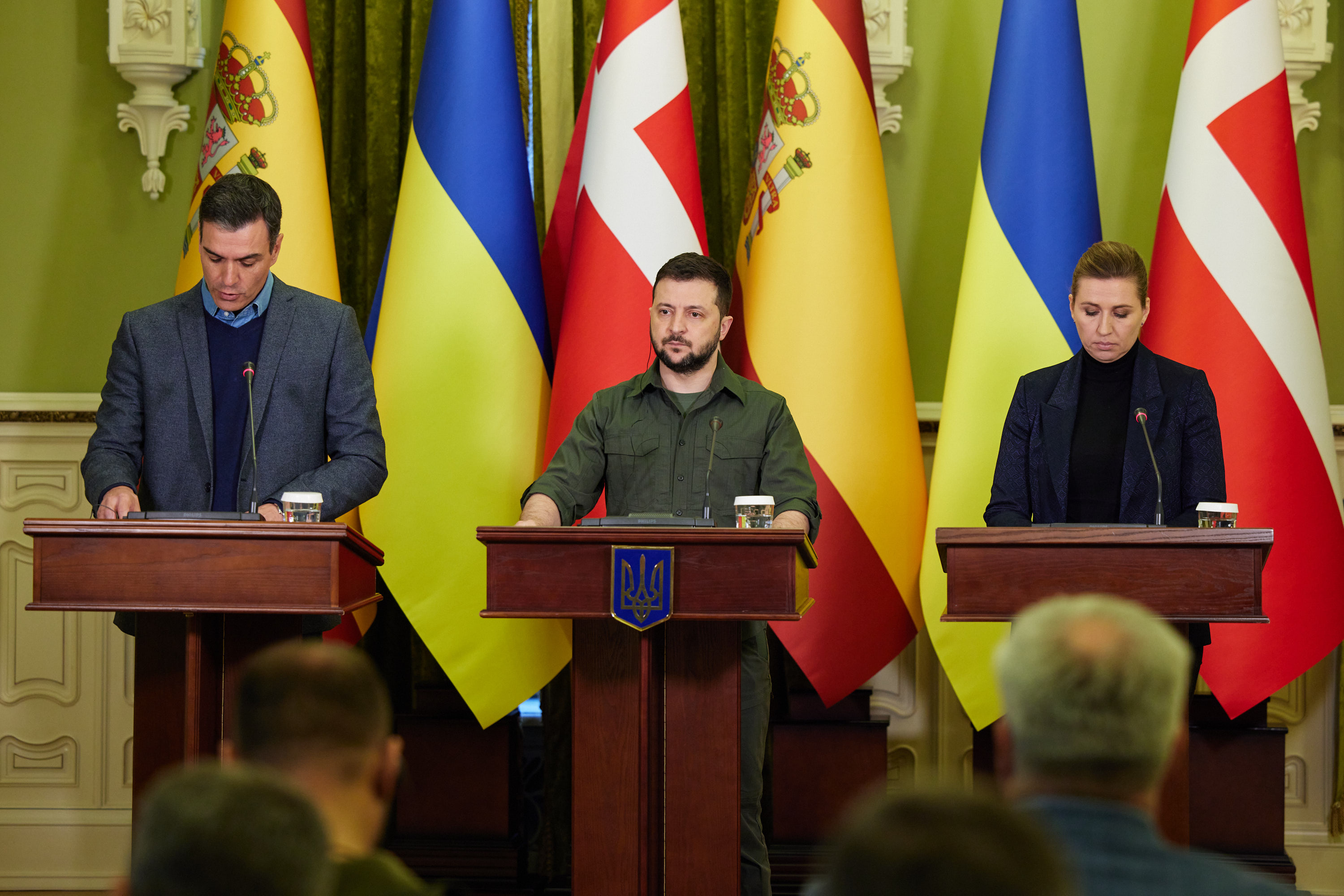
Zelenski con Pedro Sánchez y la primera minista de Dinamarca, Mette Frederiksen, 21 de abril de 2022.

## Posiciones políticas

### Política exterior
Durante su campaña presidencial, Zelenski dijo que apoyaba que Ucrania se convirtiera en miembro de la Unión Europea y la OTAN, pero dijo que los votantes ucranianos deberían decidir sobre la membresía del país en estas dos organizaciones en los referendos. Al mismo tiempo, creía que el pueblo ucraniano ya había elegido la «integración europea». El jefe de gabinete de Zelenski, Iván Bakánov, también dijo que la política de Zelenski apoya la membresía en la UE y la OTAN, y propone celebrar referendos sobre la membresía. El programa electoral de Zelenski afirmó que la membresía ucraniana en la OTAN es «la elección del Euromaidán y el curso que está consagrado en la Constitución, además, es un instrumento para fortalecer nuestra capacidad de defensa». El programa establece que Ucrania debe establecer el objetivo de solicitar un Plan de Acción de Membresía de la OTAN en 2024. El programa también establece que Zelenski «hará todo lo posible para garantizar» que Ucrania pueda solicitar la membresía en la Unión Europea en 2024. Dos días antes de la segunda vuelta, Zelenski declaró que quería construir «una Ucrania fuerte, poderosa y libre, que no sea la hermana menor de Rusia, que no sea un socio corrupto de Europa, sino nuestra Ucrania independiente».

### Reforma del gobierno
Zelenski prometió que su primer proyecto de ley «Sobre el poder del pueblo» proporcionará un mecanismo para referendos, esta promesa no se cumplió, Zelenski presentó por primera vez un proyecto de ley sobre la contratación pública de elecciones. También prometió proyectos de ley para combatir la corrupción, incluida la eliminación de la inmunidad del presidente del país, miembros de la Rada Suprema (el parlamento ucraniano) y jueces, una ley sobre juicio político, reforma de las leyes electorales y la provisión eficiente de juicio por jurado. Prometió subir el sueldo del personal militar «al nivel de los estándares de la OTAN».
Aunque Zelenski prefiere elecciones con boletas electorales de listas abiertas, después de llamar a elecciones parlamentarias en Ucrania su proyecto de ley «sobre las enmiendas a algunas leyes de Ucrania en relación con el cambio del sistema electoral para la elección de diputados populares» propuso celebrar la elección con listas cerradas porque el plazo de 60 días para la elección anticipada «deja posibilidades para la introducción de este sistema».

### Asuntos económicos
Zelenski declaró que como presidente desarrollaría la economía y atraería inversiones a Ucrania a través de «un reinicio del sistema judicial», restaurando así la confianza en el estado. También propuso una amnistía fiscal y un impuesto fijo del 5 % para las grandes empresas que podría aumentarse «en diálogo con ellos y si todos están de acuerdo». Según Zelenski, si la gente notara que su nuevo gobierno «trabaja honestamente desde el primer día», comenzaría a pagar sus impuestos.

### Asuntos sociales
Zelenski apoya la distribución gratuita de cannabis medicinal, la gratuidad del aborto en Ucrania, la legalización de la prostitución y el juego de apuestas. Se opone a la legalización de las armas.
Zelenski se ha opuesto a atacar el idioma ruso en Ucrania y la prohibición de artistas por sus opiniones políticas (según lo ve el Gobierno de Ucrania como antiucraniano). En abril de 2019, declaró que no estaba en contra de una cuota de idioma ucraniano (en radio y la televisión) y que los artistas rusos «que se habían convertido en políticos (anti-ucranianos)» deberían permanecer prohibidos de ingresar a Ucrania. Simultáneamente planteó esta idea sobre la cuota de idioma ucraniano: «se pueden cambiar un poco».
Zelenski comentó en abril de 2019 que apoyaba la «Descomunización en Ucrania», pero no está contento con su forma actual. En una entrevista con RBK-Ucrania en abril de 2019, Zelenski dijo que Stepán Bandera, una figura controvertida en la historia de Ucrania, fue «un héroe para cierta parte de los ucranianos, y esto es algo normal y genial. Fue uno de los que defendió la libertad de Ucrania. Pero creo que cuando nombramos tantas calles, puentes con el mismo nombre, esto no está del todo bien». En esa misma entrevista, Zelenski continúa criticando el uso excesivo de homenajes a Tarás Shevchenko, un poeta y pintor ucraniano mucho menos controvertido. Zelenski concluye: «Debemos recordar a los héroes de hoy, héroes de las artes, héroes de la literatura, simplemente héroes de Ucrania. ¿Por qué no usamos sus nombres, los nombres de los héroes que hoy unen a Ucrania?».
En respuesta a las sugerencias de lo contrario, declaró en abril de 2019 que consideraba al presidente de Rusia Vladímir Putin «como un enemigo». El 2 de mayo de 2019, Zelenski escribió en Facebook que «la frontera es lo único que Rusia y Ucrania tienen en común».

### Guerra ruso-ucraniana
Zelenski apoyó el movimiento Euromaidán entre 2013 y 2014. Durante la guerra en el Dombás, apoyó activamente al ejército ucraniano.
En una entrevista de 2014 con Komsomólskaya Pravda en Ucrania, Zelenski dijo que le gustaría visitar Crimea, pero que lo evitaría porque «hay personas armadas allí». En agosto de 2014, Zelenski actuó para las tropas ucranianas en Mariúpol, posteriormente su estudio donó un millón de grivnas al ejército ucraniano.
En una entrevista en diciembre de 2018, Zelenski declaró que, como presidente, trataría de poner fin a la guerra en curso en el Dombás mediante la negociación con Rusia. Dado que consideraba que los líderes de la República Popular de Donetsk y la República Popular de Lugansk (RPD y RPL) eran los «títeres» de Rusia, «no tendría sentido hablar con ellos». No descartó la celebración de un referéndum al respecto. En una entrevista publicada tres días antes de las elecciones presidenciales de 2019 (el 21 de abril), Zelenski declaró que estaba en contra de conceder a la región de Dombás «estatus especial». En la entrevista también dijo que si fuera elegido presidente no firmaría una ley de amnistía para los militantes de la RPD y la RPL.
Con respecto a la anexión rusa de Crimea en 2014, Zelenski dijo que sería posible devolver Crimea al control ucraniano solo después de un cambio de régimen en Rusia.

## Controversias
En 2018, los activos de Zelenski alcanzaron un valor de 1,5 millones de dólares (unos 37 millones de grivnas).
En octubre de 2021, los Pandora Papers revelaron una red de empresas en paraísos fiscales fundada y mantenida por Volodímir Zelenski y su entorno. Entre los montajes financieros se encuentran al menos una docena de empresas que le pagaron dividendos (cuyo importe es desconocido) tras su llegada a la jefatura del país. A través de estas empresas, posee inmuebles de lujo en el corazón de la capital británica, Londres. Cuando sale a la luz la investigación, la administración presidencial explica que en ese momento, el presidente y sus asociados querían proteger a su grupo contra las «acciones agresivas» y el «régimen corrupto» del expresidente prorruso Víktor Yanukóvich. Entre los arreglos financieros se encuentran al menos una decena de empresas, algunas de las cuales habrían pagado dividendos a la compañera de Volodímir Zelenski, luego de que llegara a la cabeza del país.
La Oficina del Alto Comisionado de las Naciones Unidas para los Derechos Humanos (ACNUDH) informó en 2021 de su preocupación por el recorte de las libertades fundamentales en Ucrania, señalando en particular el cierre de medios de comunicación y las restricciones a las opiniones «críticas».
El 13 de septiembre de 2022, en Izium, un soldado ucraniano del guardia armado de Zelenski utilizó el símbolo Totenkopf en su uniforme, razón por la cual el gobierno ucraniano eliminó la imagen de sus redes sociales.

### Reunión con Trump
El 28 de febrero de 2025, se  frustró el acuerdo entre Trump y Zelenski. Esto provocó una fuerte tensión entre EE. UU. y Ucrania, con resultados todavía no predecibles. «Tuvimos una reunión muy significativa hoy en la Casa Blanca. Se aprendió mucho que nunca se podría entender sin una conversación bajo tanto fuego y presión. Es sorprendente lo que surge a través de la emoción, y he determinado que el presidente Zelenski no está listo para la paz si Estados Unidos está involucrado, porque siente que nuestra participación le da una gran ventaja en las negociaciones», sostuvo Trump.

## Filmografía

### Películas
| Año  | Título                   | Rol                             |
| ---- | ------------------------ | ------------------------------- |
| 2009 | Love in the Big City     | Igor                            |
| 2011 | Office Romance. Our Time | Anatoli Yefrémovich Novóseltsev |
| 2012 | Love in the Big City 2   | Igor                            |
| 2012 | Rzhevsky contra Napoleón | Napoleón Bonaparte              |
| 2012 | 8 First Dates            | Nikita Sókolov                  |
| 2014 | Love in Vegas            | Ígor Zelenski                   |
| 2015 | 8 New Dates              | Nikita Andréyevich Sókolov      |
| 2016 | Angry Birds: la película | Red (doblaje ucraniano)         |
| 2018 | I, You, He, She          | Maksym Tkachenko                |

### Televisión
| Año       | Título                           | Rol                         | Notas                                                                    |
| --------- | -------------------------------- | --------------------------- | ------------------------------------------------------------------------ |
| 2006      | Dancing with the Stars (Ucrania) | Concursante                 |                                                                          |
| 2008–2012 | Svaty                            | Productor                   |                                                                          |
| 2015      | Servidor del Pueblo              | Vasil Petróvich Goloborodko | Como profesor de historia de la escuela secundaria/Presidente de Ucrania |